# Región Metropolitana de Guatemala
La Región Metropolitana de Guatemala es una conurbación integrada por la Ciudad de Guatemala y varias ciudades cercanas ubicadas en el Departamento de Guatemala, con una población que alcanza un estimado de 5,629,725 habitantes (para 2023), siendo el núcleo urbano más grande de América Central y el Caribe. Dentro del AMG se utilizan una serie de denominaciones ("zonas", "municipalidades", áreas", "regiones"), para dar cuenta de distintas extensiones territoriales, entre las más pobladas se encuentran las ciudades dentro de la Mancomunidad Gran Ciudad del Sur. El Espacio urbano del AMG abarca toda su mancha urbana, con una frontera que se mueve con el tiempo y no respeta las delimitaciones político-administrativas, abarcando todo el Departamento de Guatemala y la superficie total o parcial de otras localidades en los departamentos de Escuintla y Sacatepéquez. La superficie varía según se limite el área al Departamento de Guatemala o a la mancha urbana.

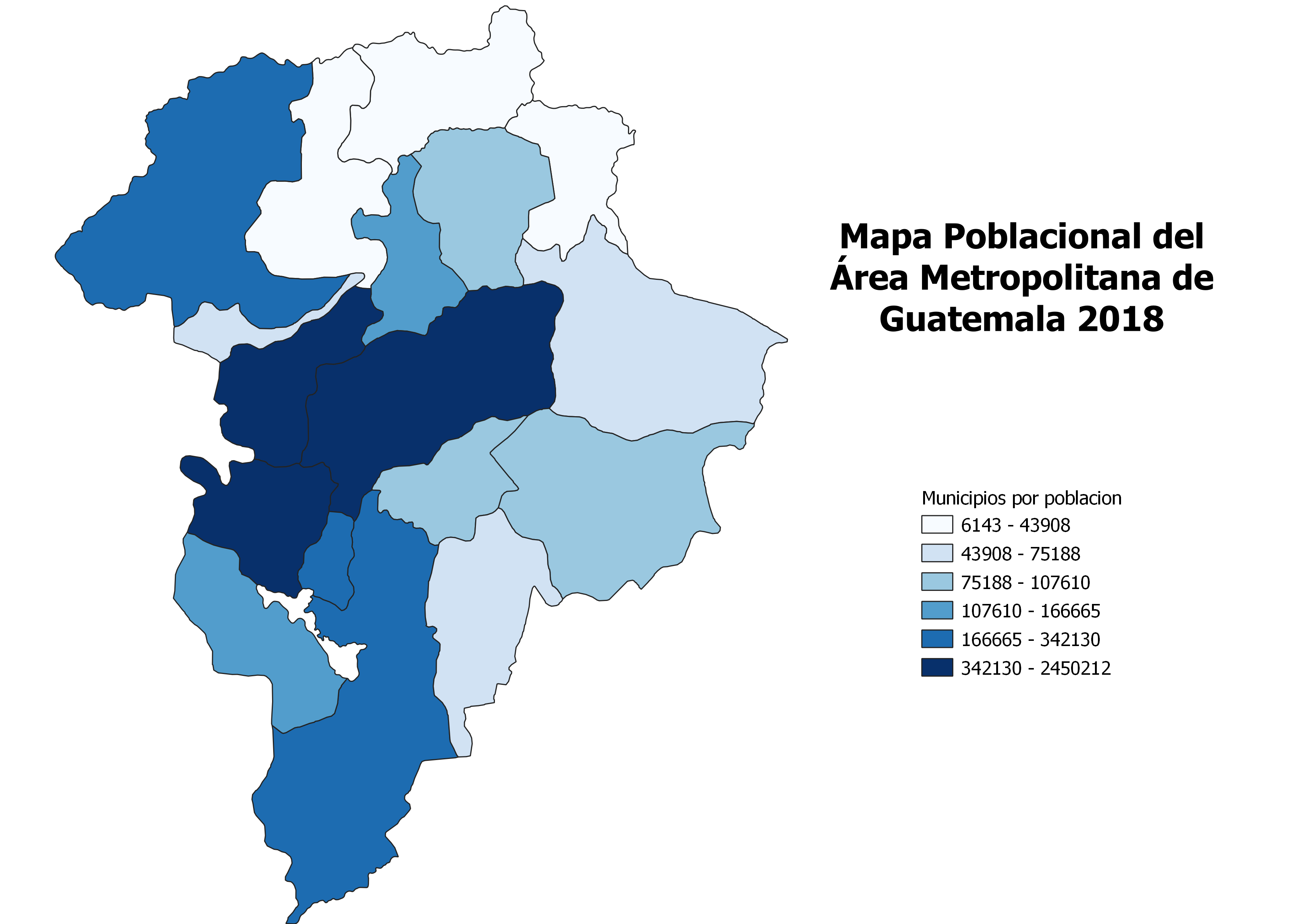
Mapa poblacional del Área Metropolitana de Guatemala.

## Definiciones

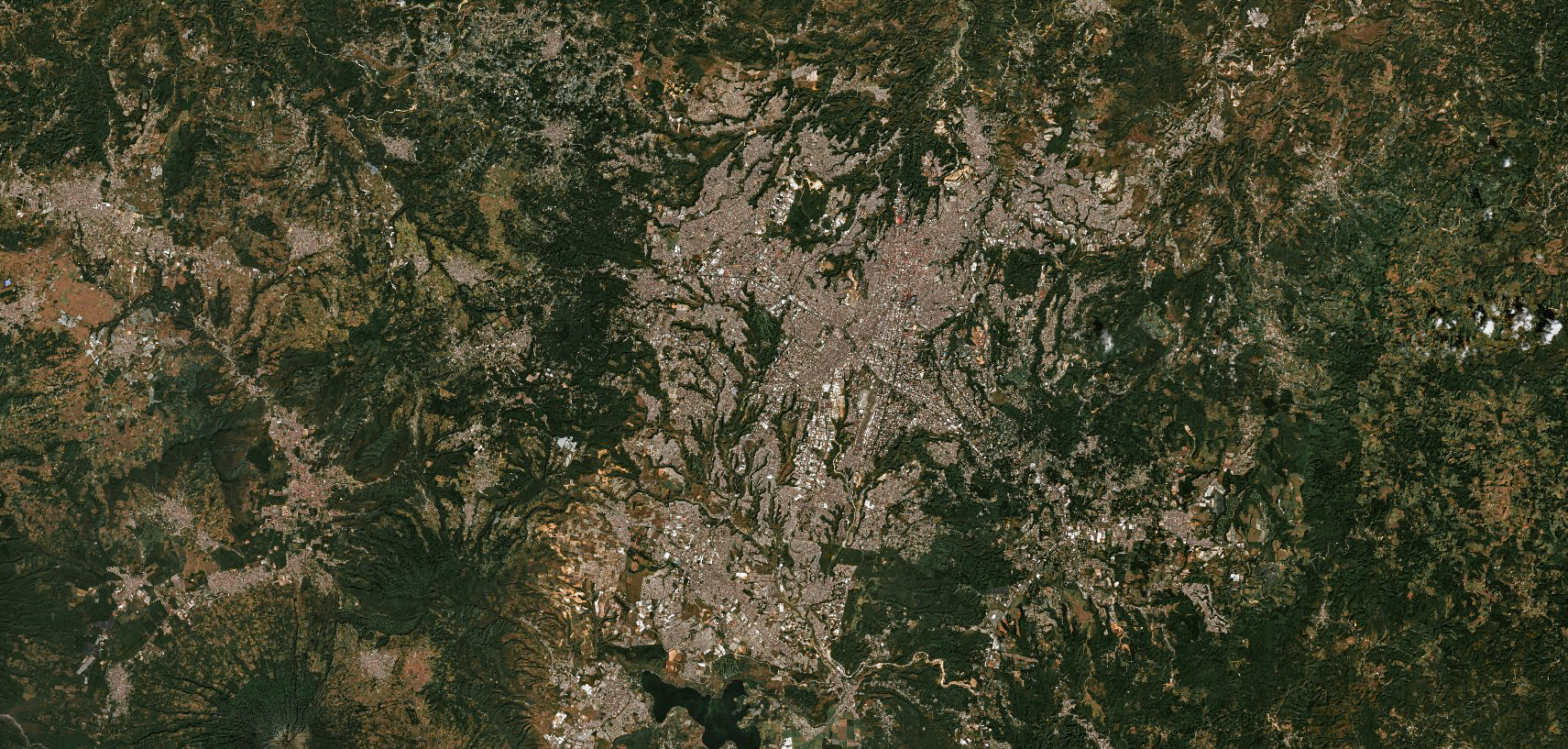
Vista satelital del Área Metropolitana de Guatemala.

El concepto central que diferencia el concepto "área metropolitana", de otras organizaciones demográficas se encuentra en el enfoque que se le dé a esa agrupación. Bien sea la idea de un sistema radial, centralizado con una ciudad principal, en este caso la Ciudad de Guatemala cuyo tamaño está generalmente definido por las correspondientes administraciones, y con grandes densidades de población –área metropolitana–. O bien la consideración del núcleo urbano como la suma de una o más ciudades principales que a su vez pueden tener sus correspondientes áreas metropolitanas, y que, debido al crecimiento de éstas, han llegado a fusionarse en una agrupación superior –conurbación–. 

### Criterio político-administrativo

#### Decreto presidencial 583
La primera delimitación del área de influencia de la Ciudad de Guatemala fue la "Ley Preliminar de urbanismo", publicada en febrero de 1956, en donde el Área Metropolitana de Guatemala comprendía parte de los municipios de Chinautla, Mixco, San Miguel Petapa y Villa Nueva, cubriendo una extensión de 380 kilómetros cuadrados. Según este decreto se estabeció que todos los centros poblados del país mayores a 10,000 habitantes debían poner en vigor el Plan Regulador de su respectiva jurisdicción.

#### Convenio de San Juan
En 1970 a iniciativa de la Municipalidad de Guatemala se conformó la Asociación Intermunicipal impulsada por la administración edil del alcalde Manuel Colom Argueta, en noviembre de ese año los alcaldes de la Ciudad de Guatemala, Amatitlán, Chinautla, Fraijanes, Mixco, Santa Catarina Pinula, San José del Golfo, San Juan Sacatepéquez, San Miguel Petapa, San Pedro Sacatepéquez, Villa Canales y Villa Nueva firmaron el convenio denominado "Convenio de San Juan" con el cual se buscaba apoyar la resolución de problemas comunes, planteando la necesidad de realizar convenios bilaterales y multilaterales entre las municipalidades. El control urbanístico del área de influencia localizada en los municipios limítrofes, sería ejercido por la Municipalidad capitalina. Este control comprendía desde la autorización de las lotificaciones, hasta la adopción de medidas legales necesarias para el cumplimiento de la normativa relativa a los parcelamientos. Las municipalidades limítrofes no podrían conceder autorizaciones en tanto no se cumpliera con los requisitos exigidos en previo estudio realizado por la Municipalidad capitalina.

#### Decreto 70-86

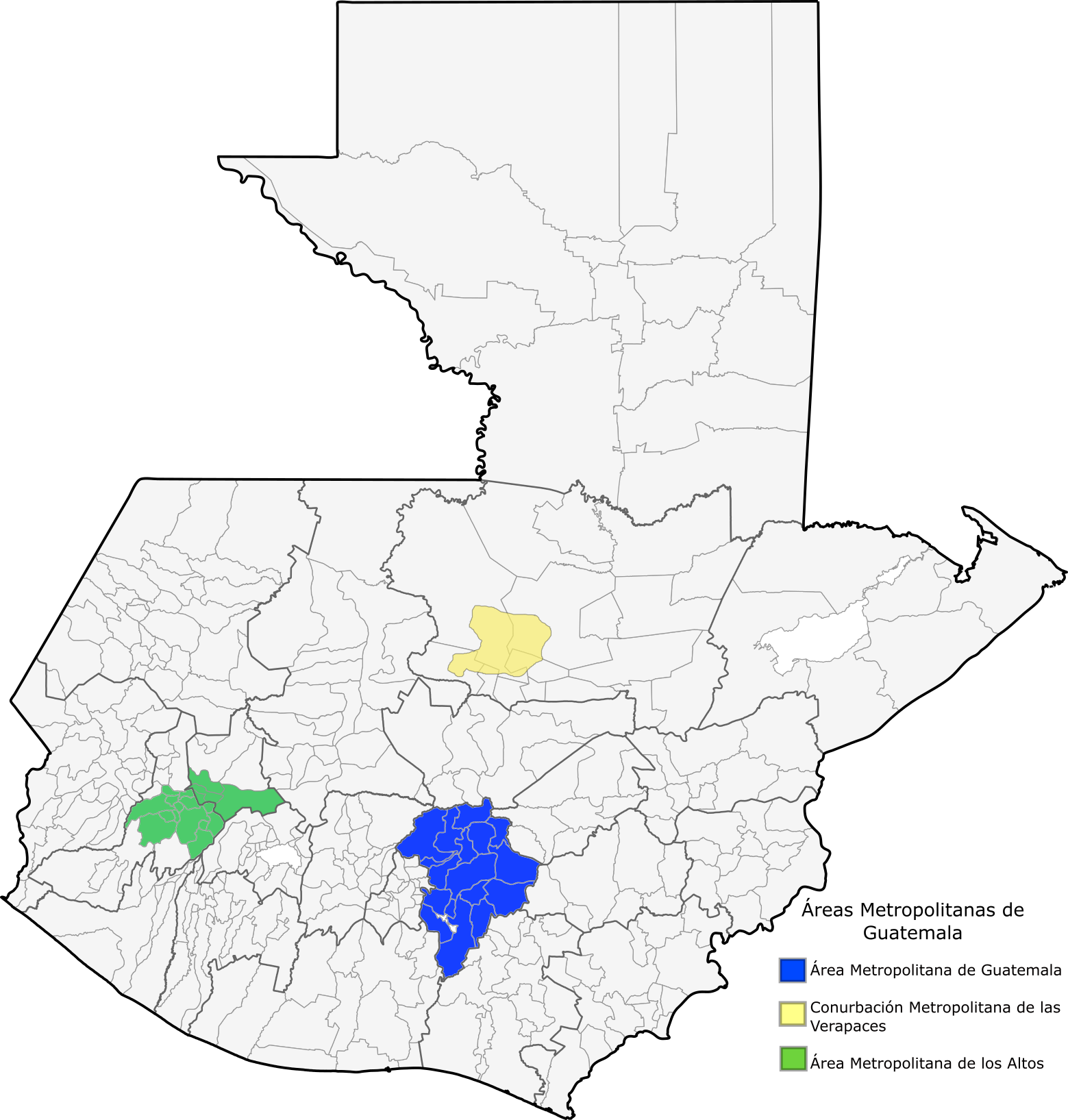
Mapa de las áreas metropolitanas de Guatemala, se muestra en en color azul el Área Metropolitana de la Ciudad de Guatemala

Según el Decreto 70-86 del Congreso de la República de Guatemala publicado en el Diario de Centro América en 1986, se indica que  es obligación del Estado impulsar el desarrollo urbano y rural del país, a fin de lograr el bienestar de la población. Según este decreto se ha creado un sistema nacional preliminar de regionalización en el país, con áreas que deben integrarse entre centros urbanos y su territorio circundante. Según esta ley se establece que el Área metropolitana de Guatemala está conformada por el Departamento de Guatemala en su totalidad.
| Región                           | Departamentos que la conforman                                               |
| -------------------------------- | ---------------------------------------------------------------------------- |
| Región I o Región Metropolitana  | Guatemala                                                                    |
| Región II o Región Verapaz       | Alta Verapaz y Baja Verapaz.                                                 |
| Región III o Región Nororiente   | Chiquimula, El Progreso, Izabal y Zacapa.                                    |
| Región IV o Región Suroriente    | Jutiapa, Jalapa y Santa Rosa.                                                |
| Región V o Región Central        | Chimaltenango, Sacatepéquez y Escuintla.                                     |
| Región VI o Región Suroccidente  | Quetzaltenango, Retalhuleu, San Marcos, Suchitepéquez, Sololá y Totonicapán. |
| Región VII o Región Noroccidente | Huehuetenango y Quiché.                                                      |
| Región VIII o Región Petén       | Petén                                                                        |

### Criterio demográfico

#### Plan de Desarrollo Metropolitano
En 1996 la Municipalidad de Guatemala formuló el Plan de Desarrollo Metropolitano "Metrópolis 2,010", con el objetivo de respetar y ejecutar las políticas y estrategias para el ordenamiento del área metropolitana. Este plan contemplaba la creación de reformas aplicadas a las ciudades que conforman el área urbana de la ciudad. El área metropolitana demarcada en este plan comprende varios municipios del Departamento de Guatemala y el municipio de San Lucas Sacatepéquez ubicado en el Departamento de Sacatepéquez.

#### Fundesa
La Fundación para el Desarrollo de Guatemala (FUNDESA) es una entidad no lucrativa y privada que se encarga de generar y llevar a cabo proyectos y programas de alto nivel para el desarrollo socioeconómico de la República de Guatemala. El criterio demográfico del AMG según Fundesa abarca todas las ciudades de los departamentos de Guatemala, Sacatepéquez, los municipios de Chimaltenango, El Tejar, Parramos y San Andrés Itzapa en el Departamento de Chimaltenango, los municipios de Escuintla, Palín y San Vicente Pacaya en el Departamento de Escuintla y los municipios de Barberena, Santa Cruz Naranjo, Santa Rosa de Lima y Pueblo Nuevo Viñas en el Departamento de Santa Rosa, para un total de 44 municipios como espacio metropolitano.

### Propuesta

#### Iniciativa de Ley
Por medio de una iniciativa, se busca crear legalmente la región metropolitana. la propuesta busca que se institucionalice la región metropolitana y su área de influencia urbana, que estaría conformada por las siguientes jurisdicciones:
- Guatemala
- Mixco
- Villa Nueva
- Villa Canales
- San Miguel Petapa
- Chinautla
- Amatitlán
- San José Pinula
- Fraijanes
- Santa Catarina Pinula

El diputado Rodolfo Neutze  impulsa el proyecto de ley, lo que se pretende es que las autoridades de esas municipalidades se unan para impulsar un plan maestro que permita resolver problemas de movilidad, agua y saneamiento, así como impulsar un plan integral para el manejo de los desechos sólidos. Para el efecto, se plantea la creación de un consejo administrador, en el cual participarían los respectivos alcaldes y representantes del Instituto  de Fomento Municipal y Secretaría General de Planificación. Según lo propuesto, se tendría una asignación dentro del Presupuesto General de la Nación y las instancias que lo integrarían también tendrían que dar un aporte. Aparte, se contaría con el 45% de los fondos del consejo departamental de desarrollo (Codede), entre otros. En la iniciativa se añade que otros municipios podrían adherirse al área metropolitana.
De acuerdo con Neutze, con la creación de la norma se daría cumplimiento al artículo 231 de la Constitución Política de la República.

## Ciudades dentro del Departamento de Guatemala
|    | Ciudades               | Urbanización (2020) | Extensión Territorial (km²) |
| -- | ---------------------- | ------------------- | --------------------------- |
| 1  | Amatitlán              | 84.44%              | 204                         |
| 2  | Chinautla              | 91.82%              | 80                          |
| 3  | Chuarrancho            | 60.64%              | 98                          |
| 4  | Fraijanes              | 75.16%              | 96                          |
| 5  | Ciudad de Guatemala    | 100%                | 184                         |
| 6  | Mixco                  | 99.41%              | 132                         |
| 7  | Palencia               | 45.02%              | 196                         |
| 8  | San José del Golfo     | 32.37%              | 84                          |
| 9  | San José Pinula        | 84.64%              | 220                         |
| 10 | San Juan Sacatepéquez  | 71.77%              | 242                         |
| 11 | San Miguel Petapa      | 95.33%              | 30                          |
| 12 | San Pedro Ayampuc      | 83.46%              | 73                          |
| 13 | San Pedro Sacatepéquez | 72.28%              | 48                          |
| 14 | San Raymundo           | 49.07%              | 114                         |
| 15 | Santa Catarina Pinula  | 88.42%              | 51                          |
| 16 | Villa Canales          | 80.52%              | 160                         |
| 17 | Villa Nueva            | 98.40%              | 114                         |

## Sistema de transporte

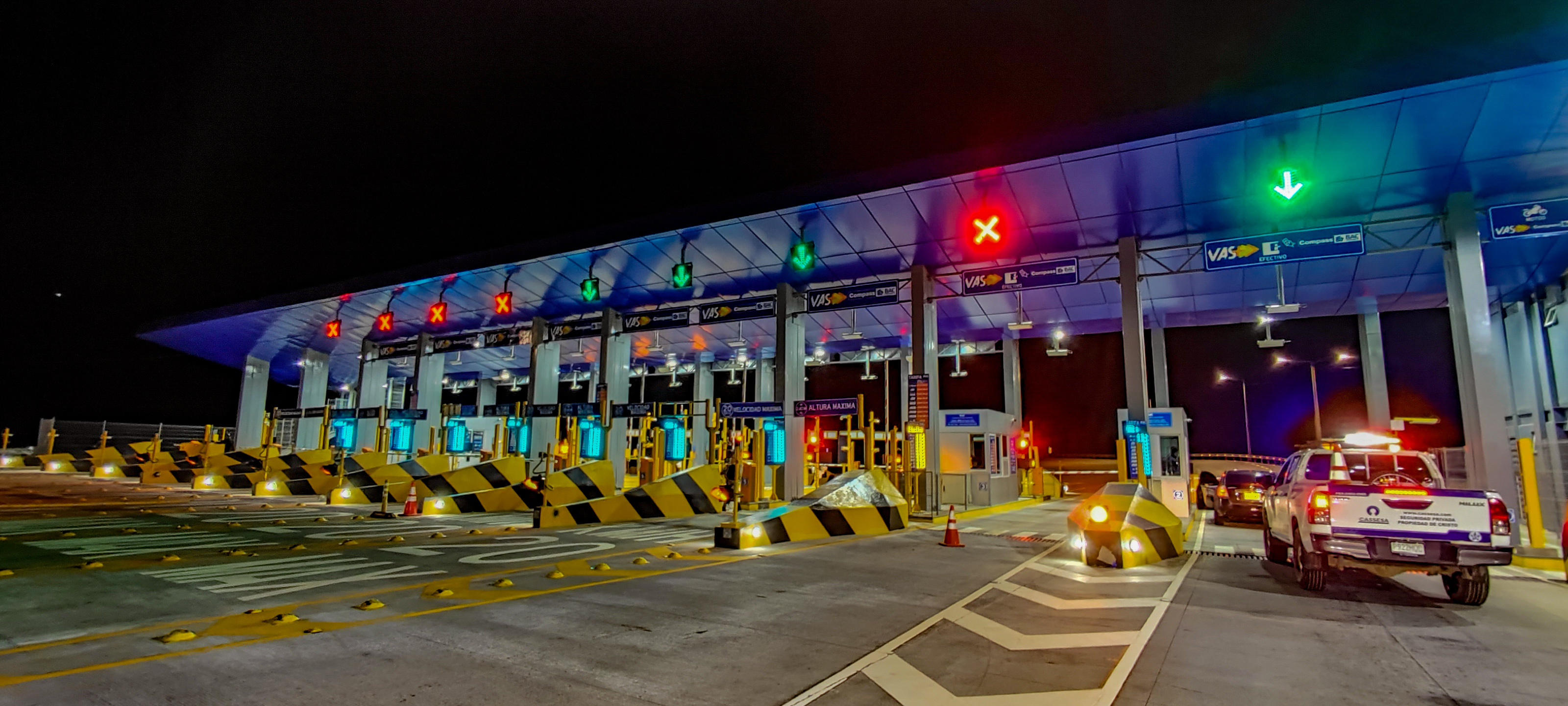
La Autopista Vía Alterna del Sur conecta varias ciudades dentro del AMG.

El transporte en el AMG incluye carreteras, vías férreas, transporte urbano e interurbano, sistema de taxis, ciclovías y el aeropuerto más importante del país, entre otros. La Ciudad de Guatemala es el epicentro del Área Metropolitana, la aglomeración urbana más extensa y más transitada del país, debido a su alta demanda de espacio vial son frecuentes los embotellamientos en el ingreso a dicha área ya que según estimaciones de la Superintendencia de Administración Tributaria de Guatemala para el año 2018 circulaban 1 718 713 vehículos privados dentro de la urbe.

### Red vial

Red vial en la zona central del AMG.

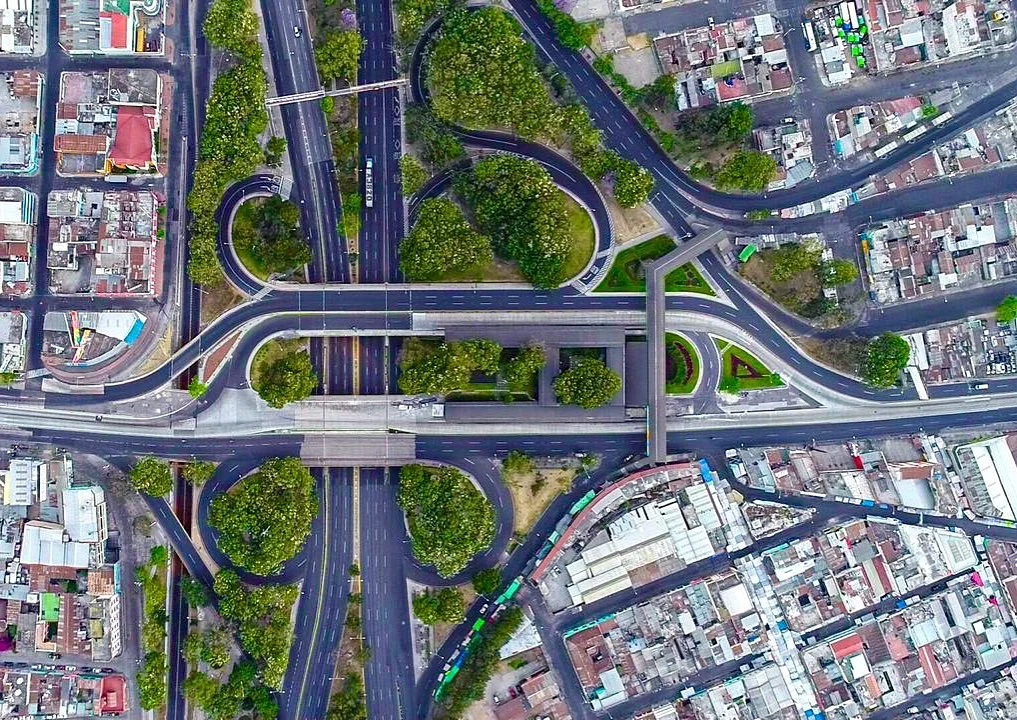
El Trébol, una de las intersecciones más importantes, conectando las zonas 3, 8, 11 y 12.

El AMG cuenta con una extensa red vial de carreteras y autopistas que la conectan al resto de ciudades del país, como la Autopista Palín-Escuintla hacia el sur y la Autopista VAS (Vía Alterna del Sur), una de las autopistas que conecta varias ciudades del Departamento de Guatemala, la carretera «Jacobo Arbenz Guzmán» hacia el Atlántico y el norte, la carrera a «El Salvador» (Carretera Panamericana hacia el oriente del país) y las carreteras que se derivan de la Carretera Interamericana y que la conectan al occidente del país, específicamente a los departamentos de Quetzaltenango, San Marcos, Huehuetenango y Quiché. Todas las carreteras del país tienen como punto de origen la Ciudad de Guatemala.
Dentro de la ciudad existen vías de suma importancia por su conectividad dentro de la metrópoli, entre las calles y avenidas más importantes destacan:
- Bulevar Liberación.
- Avenida Bolívar.
- Avenida Reforma.
- Avenida Las Américas
- Carretera Panamericana.
- Calzada Raúl Aguilar Batres.
- Anillo Periférico.
- Avenida Petapa.
- Calzada Atanasio Tzul.
- Carretera Jacobo Arbenz Guzmán.
- Bulevar Vista Hermosa.
- Calzada Roosevelt.
- Calzada San Juan.
- Calzada La Paz.
- Autopista CA-9.
- Autopista Vía Alterna del Sur

### Transporte aéreo

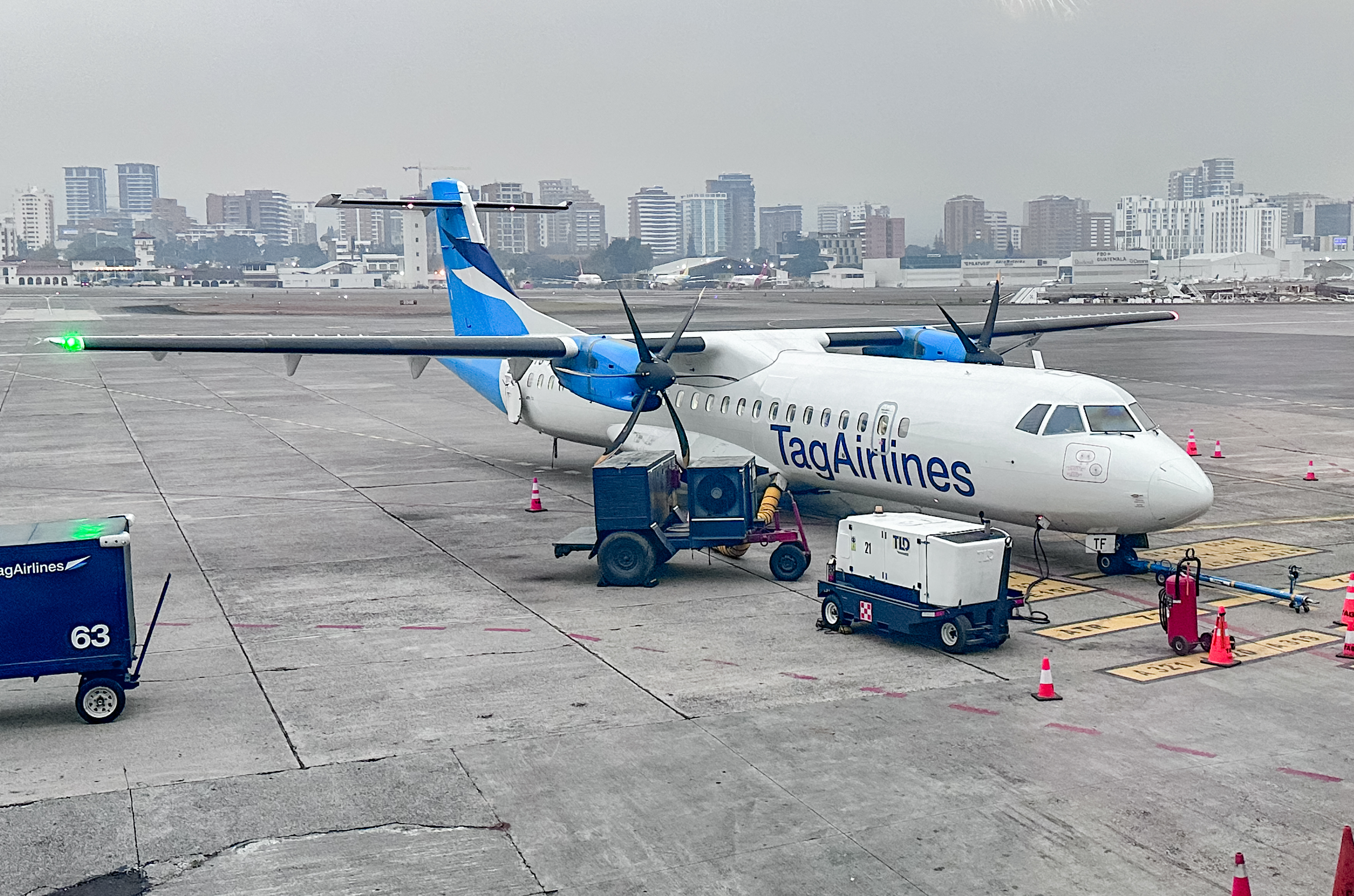
ATR 72-500 de TAG Airlines, aerolínea bandera de Guatemala en el Aeropuerto Internacional La Aurora.

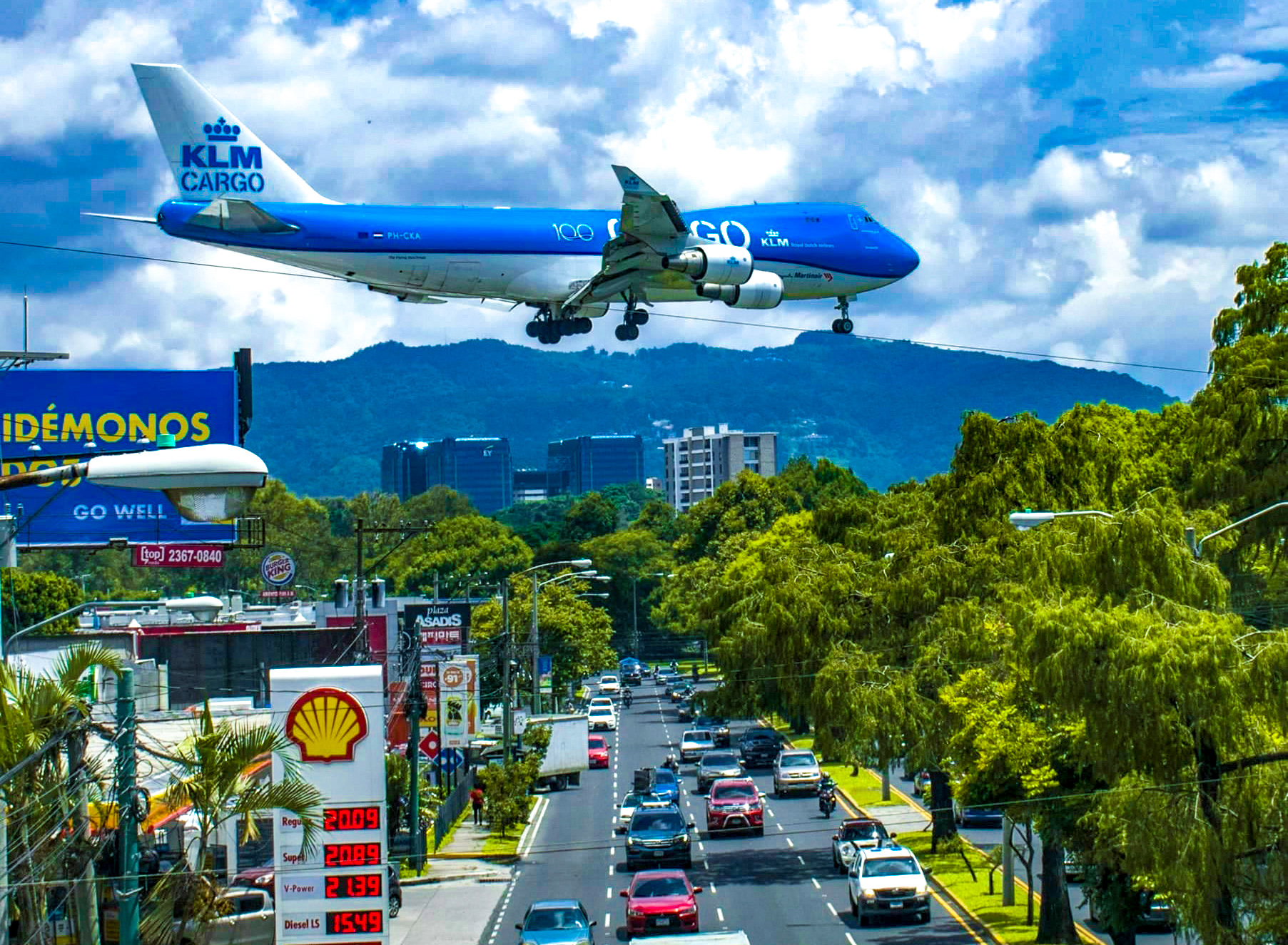
Tráfico aéreo y terrestre en la ciudad.

El Aeropuerto Internacional La Aurora ubicado en la zona 13 de la ciudad, cuenta con una red de vuelos internacionales diarios a las principales ciudades de América y Europa mediante 32 líneas aéreas, también cuenta con vuelos nacionales diarios hacia el Aeropuerto Internacional Mundo Maya, ubicado en el departamento de Petén, al Aeropuerto Internacional de Occidente, el Aeropuerto de Puerto Barrios y el Aeropuerto de Retalhuleu. Es uno de los aeropuertos más grandes y modernos de la región centroamericana y es el aeropuerto más congestionado del país. Dentro de las aerolíneas con sede en el Aeropuerto Internacional La Aurora destacan: TAG Airlines, Avianca (Guatemala), DHL de Guatemala, ARM Aviación, RACSA, entre otras. El aeropuerto se encuentra a una altitud de 1509 m s. n. m., y tiene una pista de asfalto con una longitud de 2990 m y una anchura de 60 m. La pista de aterrizaje y la pista de rodaje fueron totalmente rehabilitadas en marzo de 2010. Está administrado por la Dirección de Aeronáutica Civil, entidad del estado de Guatemala. La terminal aérea fue remodelada en 2005 por el gobierno de Oscar Berger Perdomo; las instalaciones fueron expandidas para poder atender al incremento en el flujo de pasajeros y de carga aérea. Actualmente cuenta con veintidós puertas de abordaje, además la posición -22 a la 25- son remotas. La terminal del aeropuerto cuenta con salas de entretenimiento, restaurantes, bares y cuenta con el servicio de Wifi gratis.

### Transporte urbano
El servicio de transporte está constituido principalmente por el servicio de buses urbanos, existen 336 rutas y cobran una tarifa de Q.2 (unos 26 centavos de dólar, aproximadamente), sin embargo cabe destacar la importancia del sistema de transporte masivo (BRT) denominado Transmetro que cuenta con 7 líneas, de las cuales 2 son BRT y 5 de tránsito mixto, la primera ruta BRT sale de la Central de la zona 12 de Villa Nueva hasta el centro cívico de la capital (eje sur), y la segunda sale del centro cívico hacia la zona 13 de la ciudad (eje central). También se implementó un sistema de autobuses en toda la ciudad capital, denominado Transurbano, en el cual se reemplazaron los buses urbanos por autobuses en los cuales ya no se paga en efectivo, sino que se utiliza una tarjeta en la cual se le descuenta el pasaje a fin de reducir la frecuencia de asaltos a los pilotos urbanos. Desde 2017 en el sur de la ciudad también circulan unidades del TransMIO y actualmente están proyectados dos sistemas nuevos de transporte masivo, el sistema de tren ligero MetroRiel y el sistema de transporte aéreo AeroMetro.

#### Transmetro

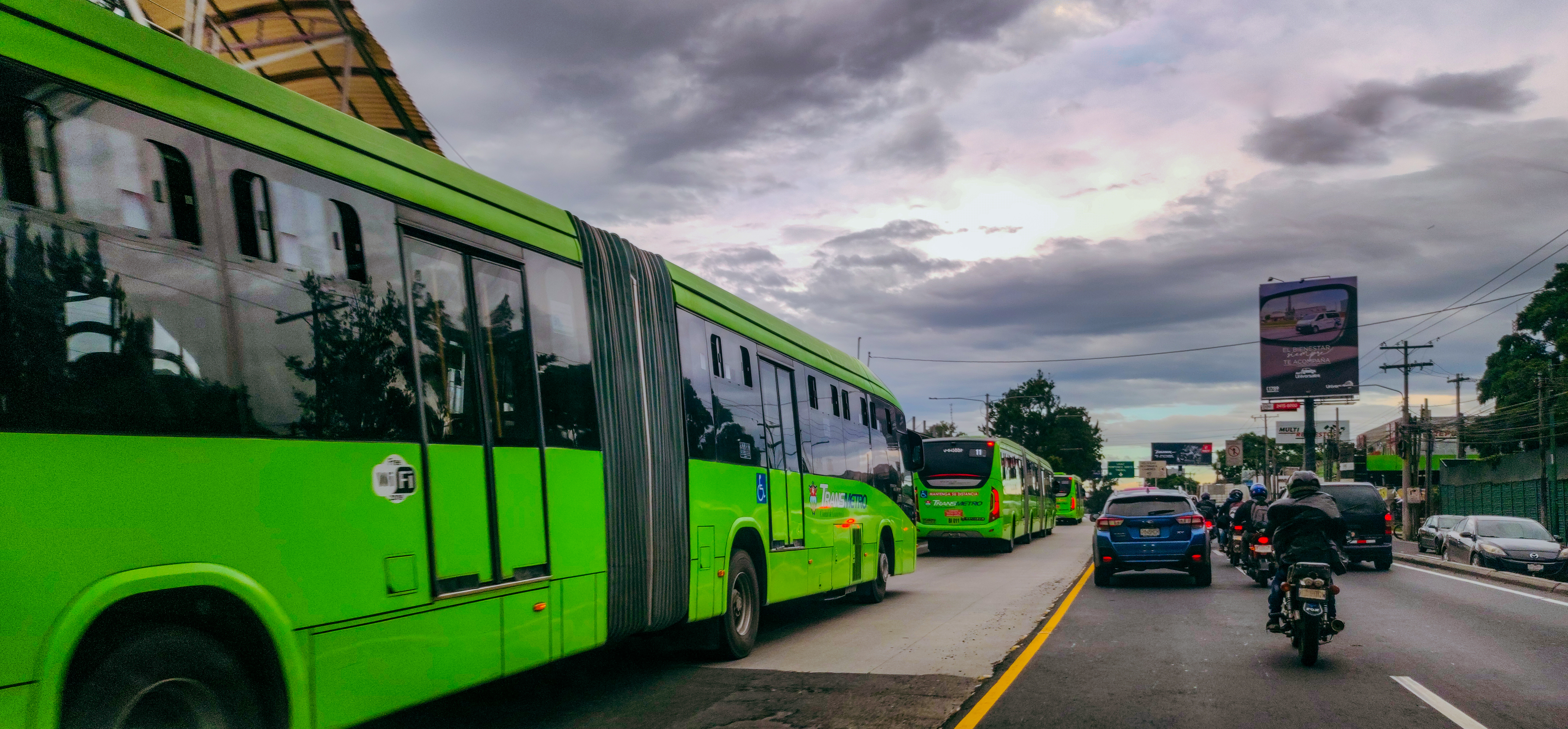
BRTs biarticulados del Transmetro circulando en carril exclusivo.

La ciudad cuenta con el sistema urbano de transporte masivo BRT denominado Transmetro, que funciona desde el 2007 y actualmente cubre 7 líneas de las cuales se destacan 2 por su longitud y por tener carriles exclusivos y 5 de tránsito mixto en donde las unidades del Transmetro tienen prioridad en la vía. El sistema cuenta con un aproximado de 400 unidades bi-articuladas, articuladas y no articuladas destacadas por su alto nivel de seguridad y economía pues dentro de las unidades y en cada estación se cuenta con elementos de la Policía Municipal de Guatemala. El transmetro cuenta con rutas exprés que no se detienen en ninguna estación hasta llegar a su destino y líneas de paradas continuas en todas las estaciones. El costo del viaje es de Q1.00 (US$0.13), en todas las direcciones y sin límite de tiempo hasta la salida en una estación. A partir del 15 de mayo de 2021 se implementa el pago con tarjeta Vecino, una tarjeta inteligente que contiene una QR al reverso con un costo de Q20.00 (US$2.60), llamada Tarjeta Ciudadana, Ciudad Integrada, esta tarjeta actualmente se puede comprar en un kiosco de la 18 calle, parada El Ferrocarril.

#### Transurbano
El Transurbano es uno de los sistemas de transporte urbano de la Ciudad de Guatemala y su área metropolitana, actualmente es operado por el Sistema Integrado Guatemalteco de Autobuses y cuenta con un total de 455 autobuses que cubren 41 líneas. Las unidades están equipadas con dos pantallas LCD informativas, GPS y dos cámaras de seguridad y cuentan con una capacidad de 80 pasajeros. El ingreso es por medio de un molinete en donde solamente una persona a la vez puede ingresar y el servicio es pagado a través de una tarjeta inteligente tipo RFID del Sistema Integrado Guatemalteco de Autobuses (SIGA) en los validadores que se encuentran en cada unidad del Transurbano.

#### Otros sistemas de transporte urbano
Dentro del área metropolitana circulan también unidades de transporte urbano procedentes de otras localidades que ingresan y circulan dentro de la Ciudad de Guatemala, entre estos sistemas destacan las «Rutas Express» procedentes de la ciudad de Mixco, que son unidades similares al sistema de transporte Transurbano, dichas unidades tienen diferentes líneas que conectan ambas ciudades. El sistema de transporte urbano TransMIO procedente de la ciudad de Villa Nueva cuenta con un aproximado de 60 unidades con capacidad para 95 pasajeros y diferentes líneas que conectan ambas ciudades, las unidades del TransMIO son autobuses de la marca International, todas las unidades son monitoreadas por sistema de vigilancia de video en tiempo real para poder brindar más seguridad a los pasajeros. Existen unidades con rampas especiales para personas con alguna discapacidad y autobuses con cargadores especiales para bicicletas. El nuevo sistema de transporte urbano que ingresa a la ciudad proveniente de Santa Catarina Pinula «TransPinula» cuenta con unidades con capacidad para 65 pasajeros, con tecnología EURO 5 la cual reduce la emisión de carbono y poseen cámaras de seguridad en su interior para proteger a los pasajeros. Estos sistemas destacan por su seguridad y movilidad eficaz.

### Tren ligero
El MetroRiel es un sistema de tren ligero urbano actualmente en construcción que servirá a la Ciudad de Guatemala y Villa Nueva. Se estima un costo inicial de $700 millones de dólares para la primera línea de 20 km de largo que conectará Centra Norte en el área norte de la ciudad con Centra Sur en la zona 12 de Villa Nueva en un lapso de 40 minutos. Este sistema de transporte masivo utilizará el 85 % de las vías férreas existentes en la ciudad, actualmente la administradora de infraestructura ferroviaria del país -Ferrovías- está trabajando en mejorar las líneas del  transporte ferroviario en la ciudad, y la Municipalidad de Guatemala construye pasos a desniveles para no obstruir el paso del metro. Se estima que el sistema cuente con un total de 35 vagones y 20 estaciones. Asimismo esta en proceso de evaluación una segunda línea de metro subterráneo que conecte Mixco con la Zona 15 de la ciudad.

### Ciclovías
La ciudad tiene un total de 30 kilómetros de Ciclovías, con este medio de transporte la Ciudad de Guatemala se suma a las ciudades que impulsan el uso de la bicicleta como medio de transporte alterno para reducir el tráfico vehicular y la contaminación al medio ambiente. Con el propósito de crear espacios para incrementar el uso de bicicletas, la Municipalidad de Guatemala trabaja en la ampliación de dichas rutas hasta obtener 200 kilómetros para el beneficio de los ciudadanos. En 2010 inició la construcción de la primera ruta de ciclovía en la ciudad, dicha ruta conduce de la calzada Raúl Aguilar Batres hacia la Ciudad Universitaria de la Universidad de San Carlos de Guatemala en la zona 12, luego de esta ruta se inauguró la ciclovía del Centro Universitario Metropolitano en la zona 11, solamente esas dos rutas reportaron alrededor de 65 700 viajes mensuales en 2016. Actualmente existen diferentes rutas de ciclovías en diferentes zonas de la ciudad, entre las más importantes destacan:
- Ciclovía El Carmen-USAC.
- Ciclovía CUM.
- Ciclovía Reforma.
- Ciclovía Las Américas.
- Ciclovía Barrial.
- Ciclovía Vista Hermosa.
- Ciclovía Petapa.

### Taxis
El servicio privado de taxis dentro de la ciudad complementan el sistema de transporte urbano, destacan las unidades denominadas «Amarillo Express» por su flotilla de vehículos modernos BYD F3. El sistema cuenta con un call center, GPS en todas las unidades, registros de recorridos y cobro mediante POS con tarjeta de crédito o débito. Las tarifas varían según el tráfico y la distancia, el costo aproximado por kilómetro es de Q4.80.

## Economía
En el departamento de Guatemala se concentra la mayor parte de la industria y comercio de todo el país de Guatemala.

### Turismo
El departamento de Guatemala cuenta con áreas de potencial turístico como el Lago de Amatitlán, así como los parques de las Naciones Unidas en Villa Nueva, y el parque de Minerva en el Hipódromo del Norte de la Ciudad de Guatemala. Existen además en la Ciudad Capital sitios prehispánicos e históricos como Kaminal Juyú situado en la zona 7 de la ciudad de Guatemala.
Es posible realizar todo tipo de actividades; desde deportes extremos hasta asistir a fascinantes obras de teatro, a las que se pueden agregar excelente clubes nocturnos, centros comerciales, restaurantes, etc.. Existen diversos recorridos por diversas áreas de la ciudad de Guatemala, las que recorren las nuevas áreas, complejos turísticos, el zoológico «La Aurora», variedad de centros comerciales, museos de historia, antropología, ciencias naturales, jardines botánicos, mercados tradicionales, y áreas residenciales distinguidas.
Partiendo de la cabecera municipal de Palencia o de Los Mixcos se puede acceder al Cerro Tomastepek —conocido también como Tomastepeque o «Pico de Palencia»).

#### Guatemala moderna y colonial

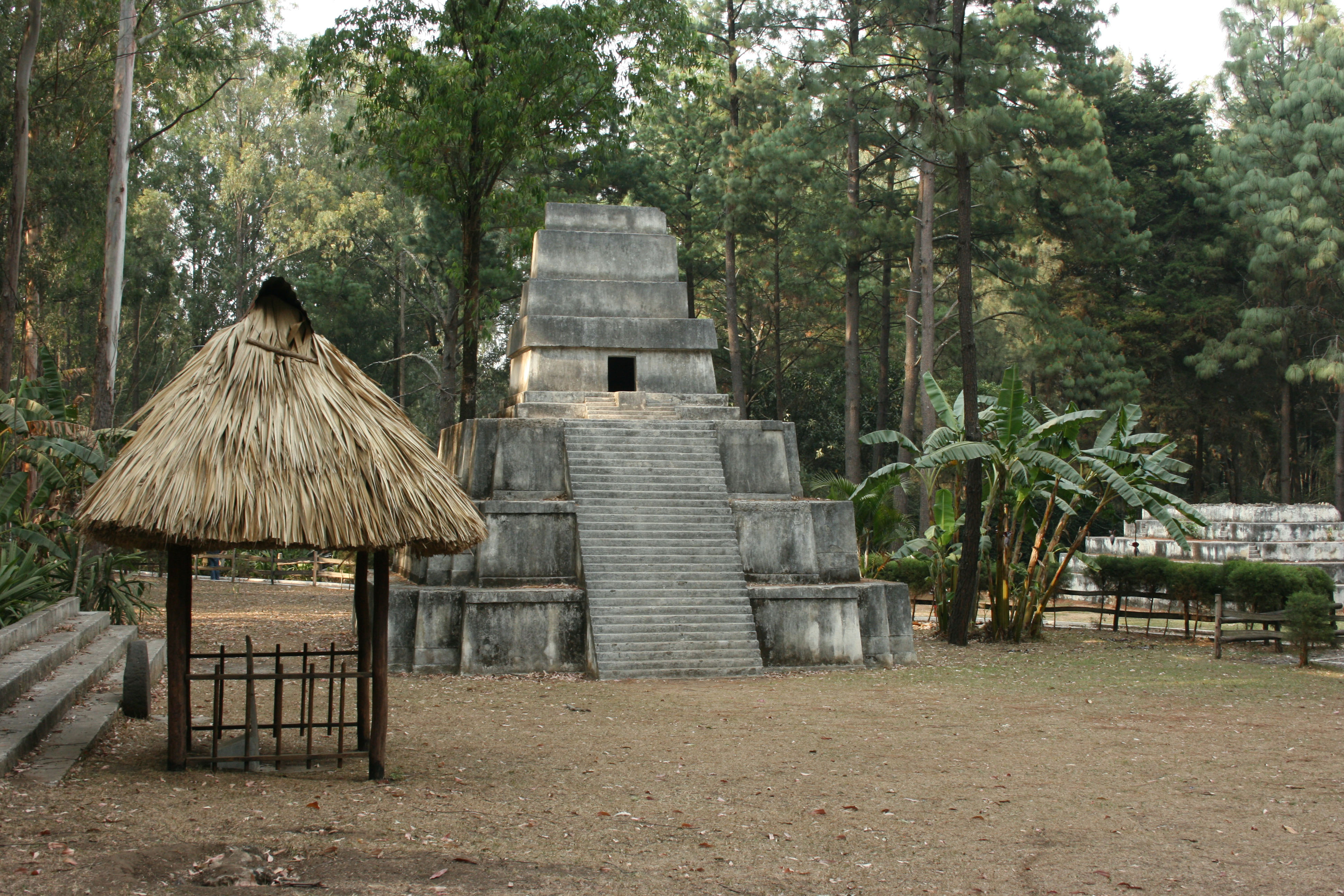
Parque nacional Naciones Unidas.
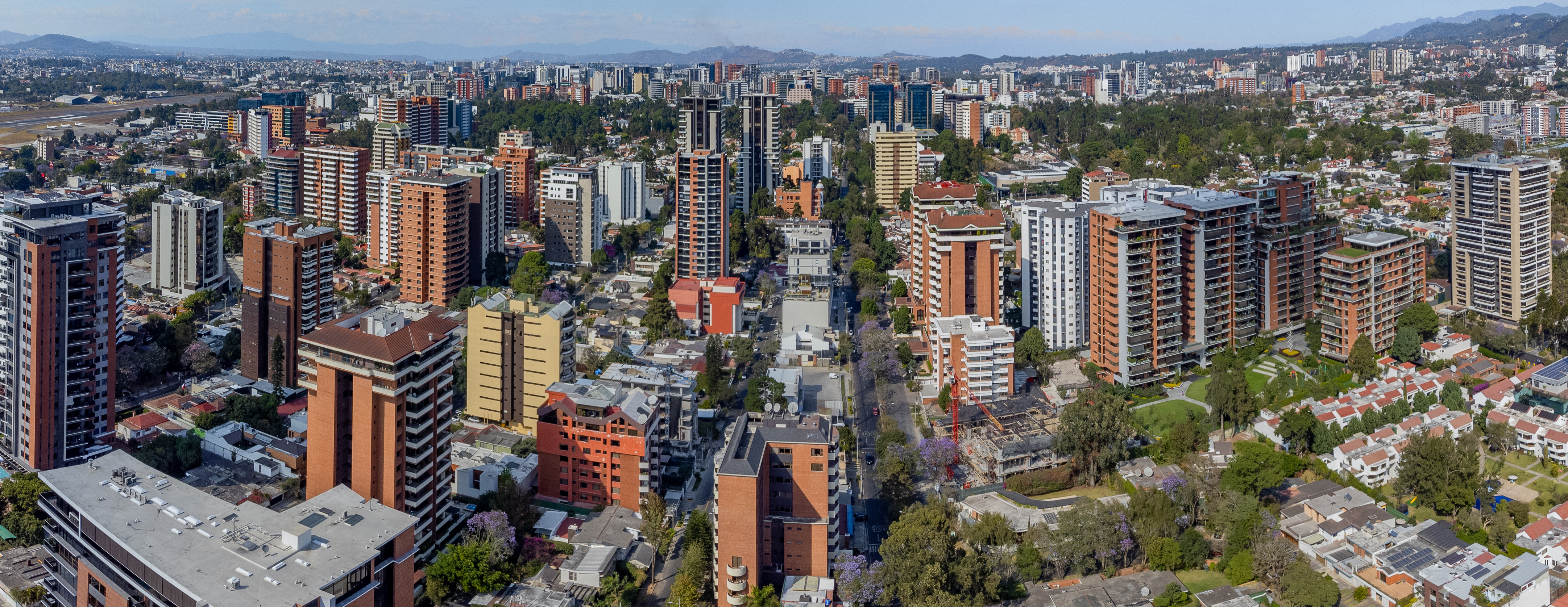
Ciudad de Guatemala.
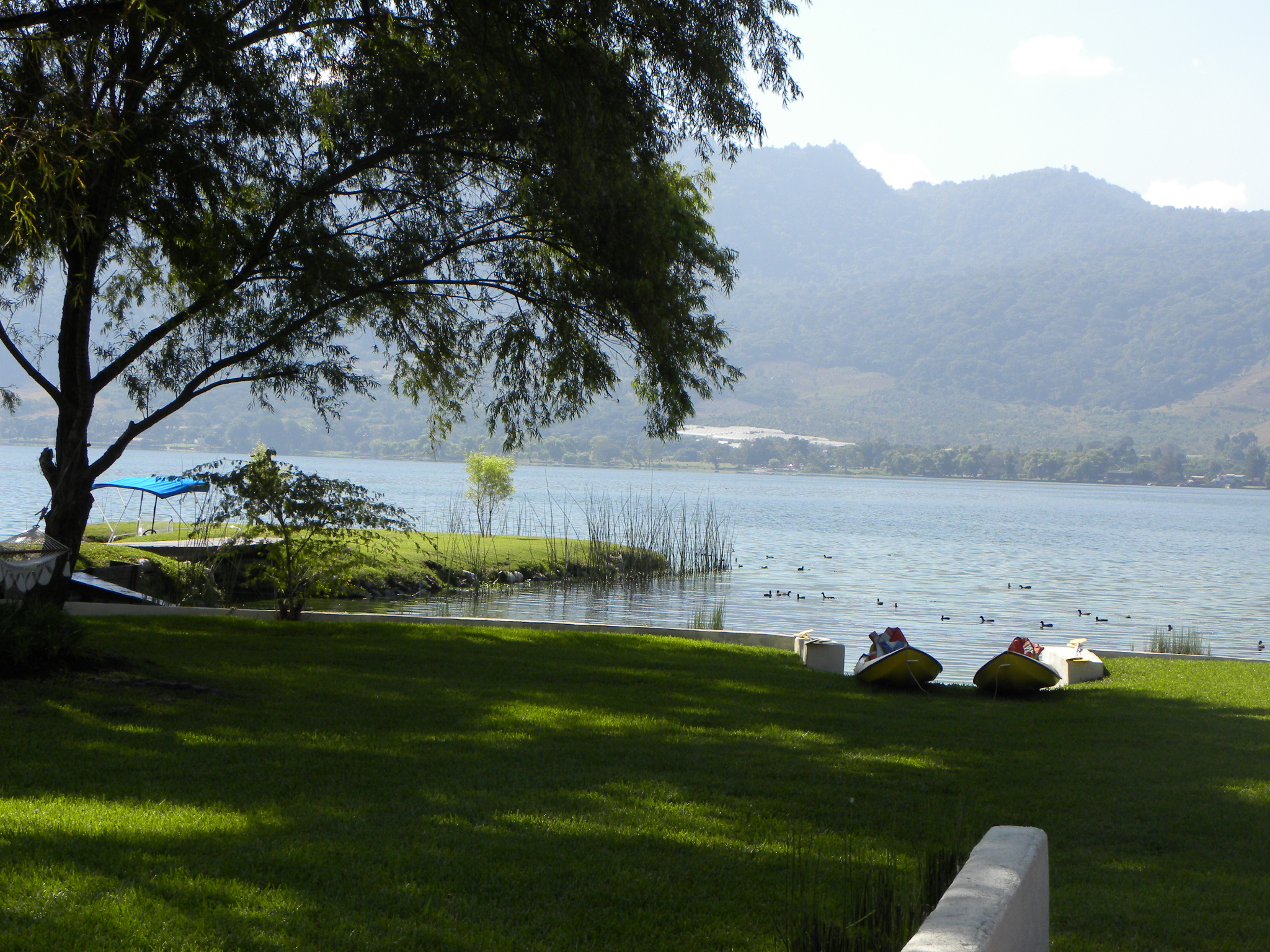
Lago Amatitlán.

- Centro histórico de la ciudad de Guatemala
- Plaza de la Constitución
- Catedral Metropolitana
- Zoológico La Aurora
- Kaminaljuyú
- Ciudad Cayalá
- Torre del Reformador
- Tikal Futura
- Paseo de la Sexta
- Museo del Ferrocarril de Guatemala
- Biblioteca Nacional de Guatemala
- Mapa en Relieve de Guatemala
- Torres Design Center
- Museo Popol Vuh
- Museo Nacional de Arqueología y Etnología de Guatemala
- Domo Polideportivo
- Cerro de la Cruz
- Palacio de los Capitanes Generales
- Ayuntamiento de Antigua Guatemala
- Arco de Santa Catalina
- Catedral de San José
- Iglesia y convento de las Capuchinas
- Complejo Arquitectónico de La Recolección
- Iglesia de San Francisco
- Iglesia de La Merced
- Colegio Compañía de Jesús
- Convento de Santo Domingo
- Iglesia Escuela de Cristo
- Iglesia de Nuestra Señora del Carmen
- Convento de la Concepción
- Ciudad Vieja
- Hotel Casa Santo Domingo

## Galería

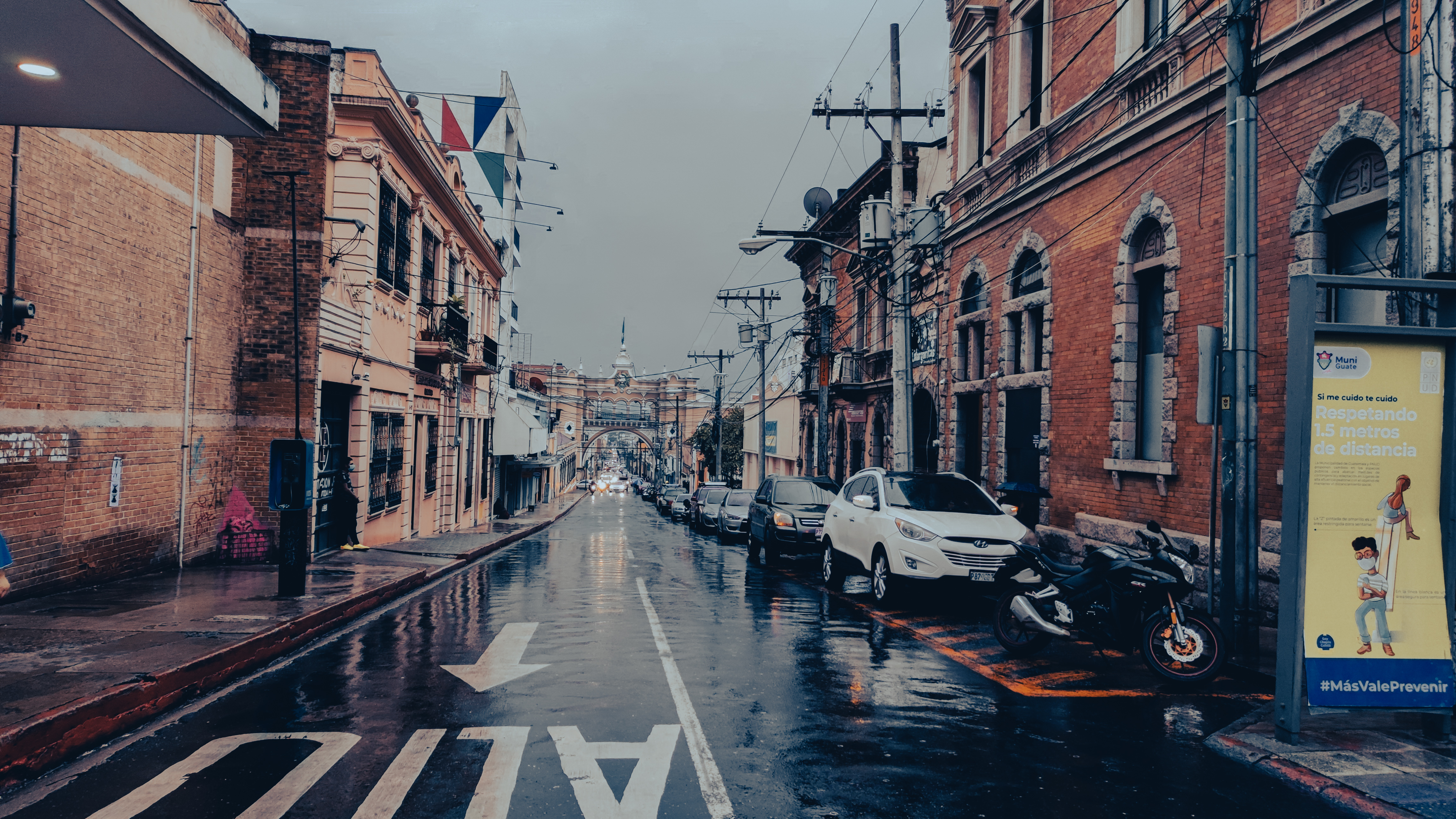
Centro histórico
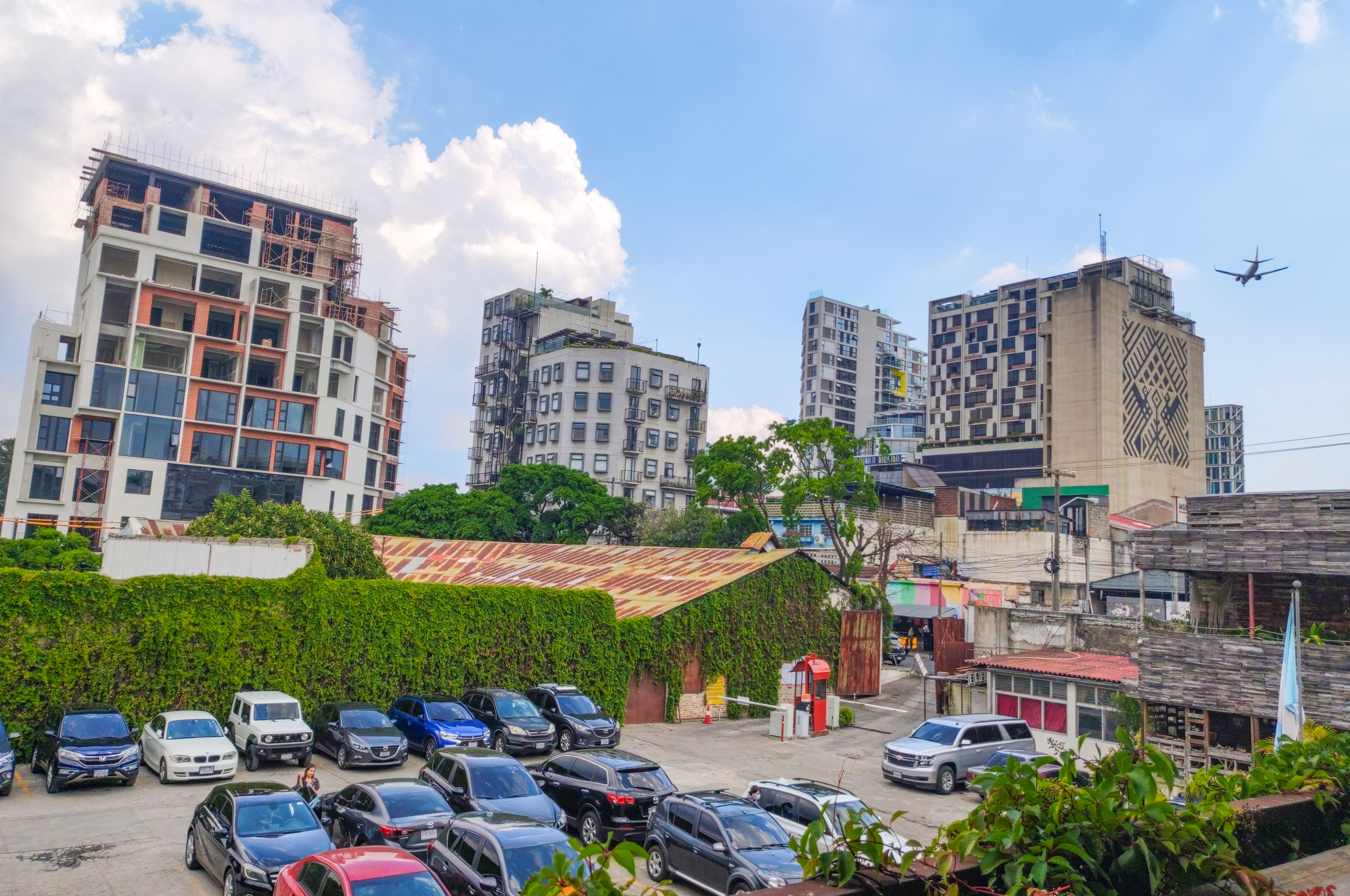
Zona 4
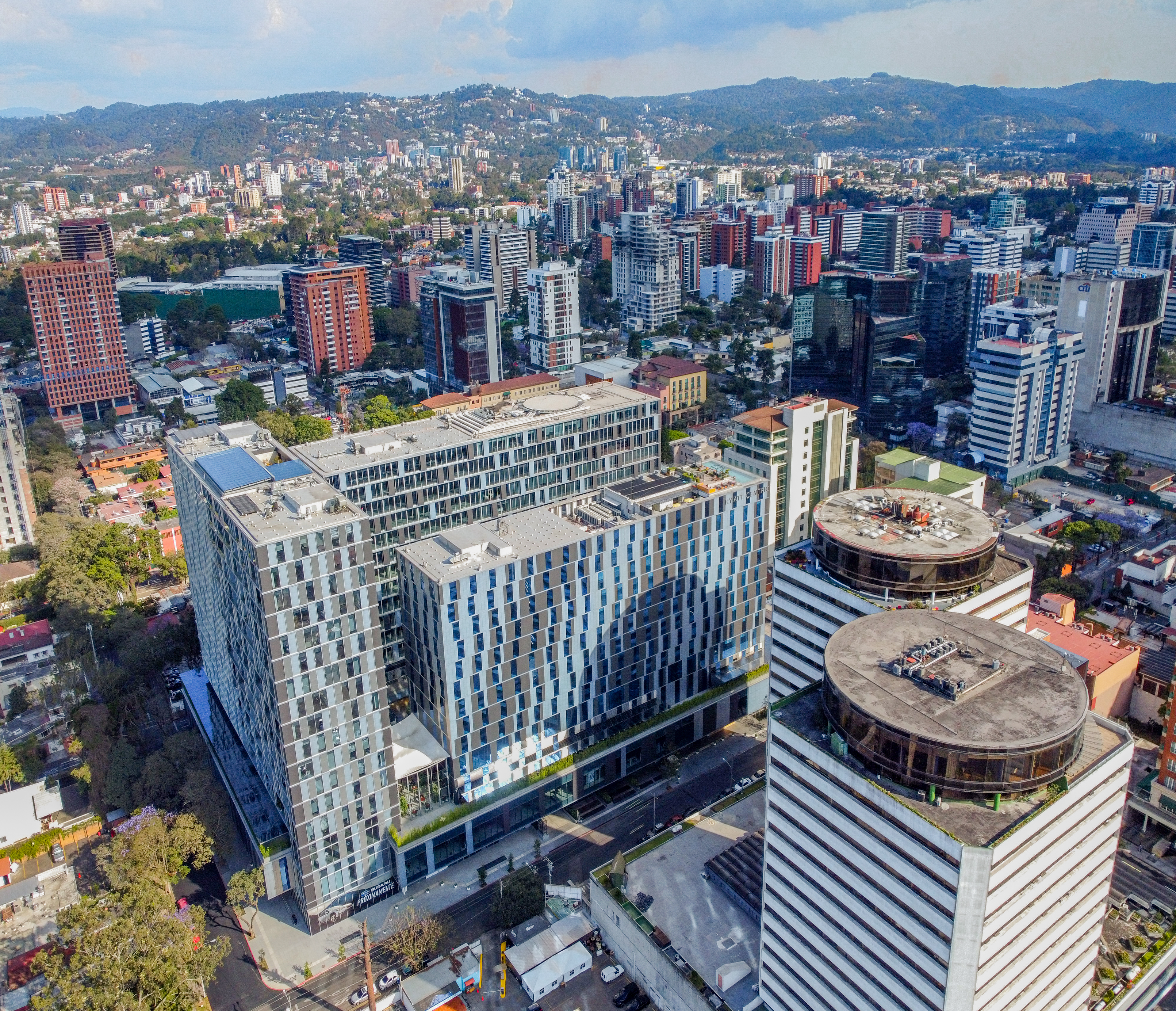
Zona 10
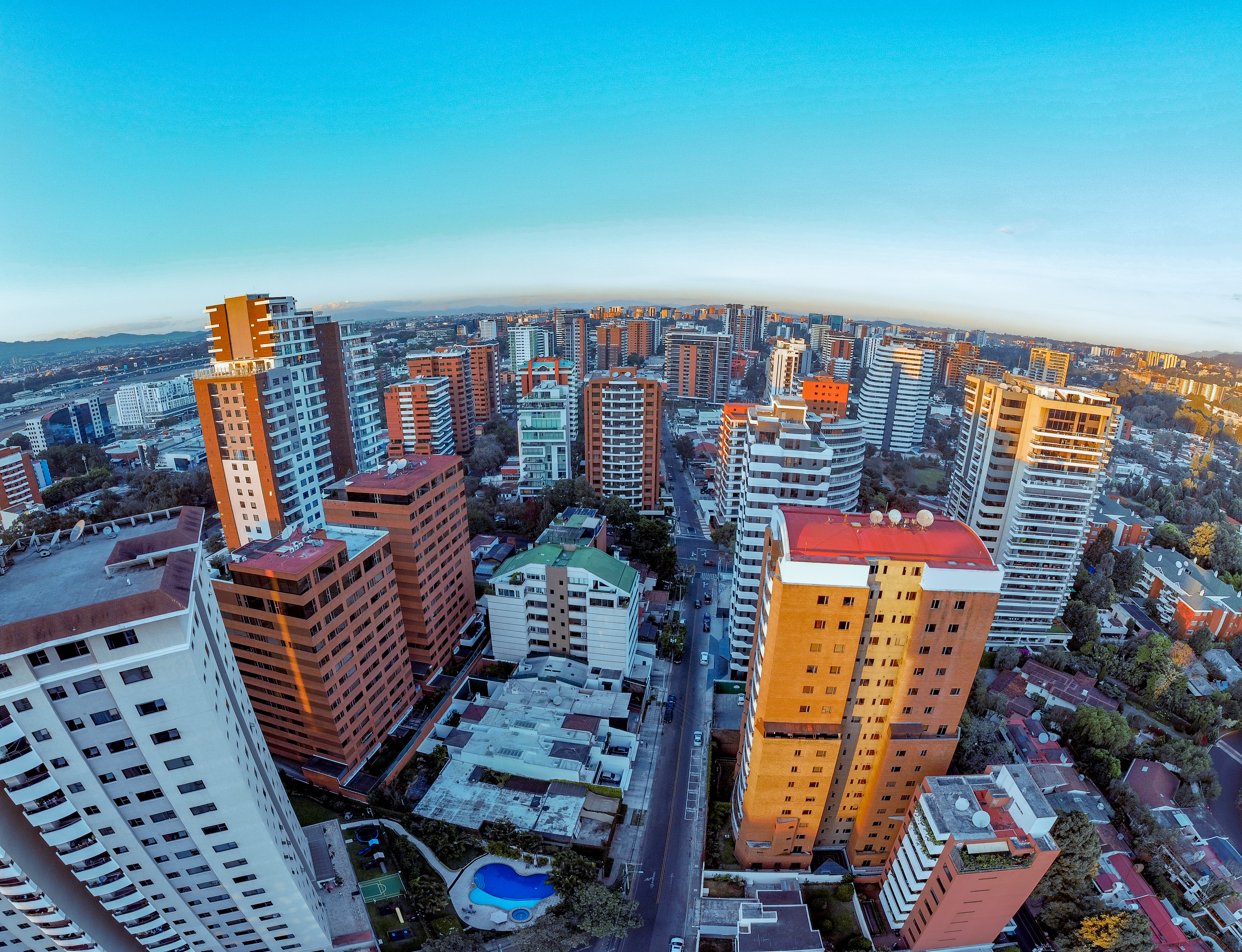
Zona 14
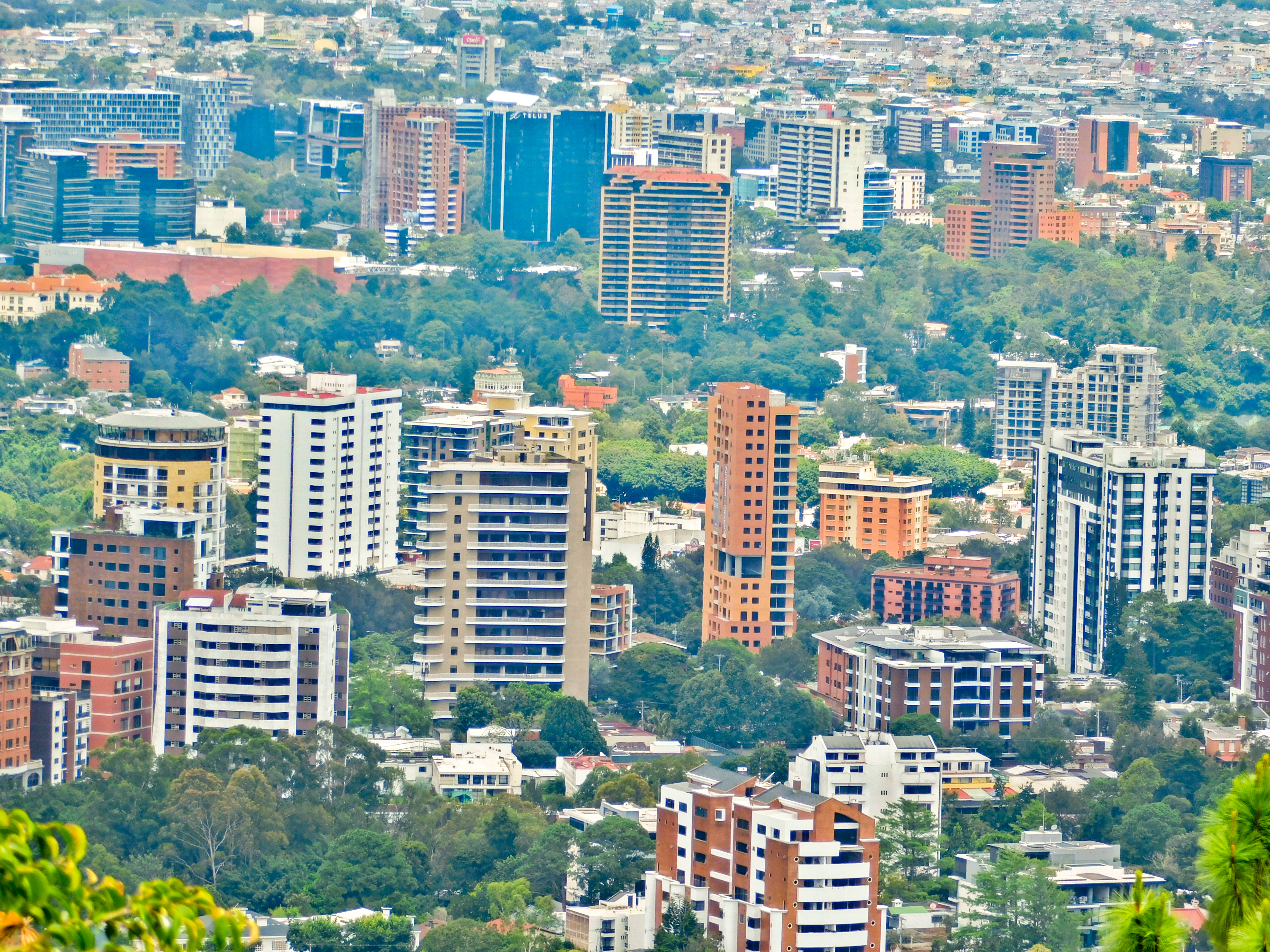
Zona 15
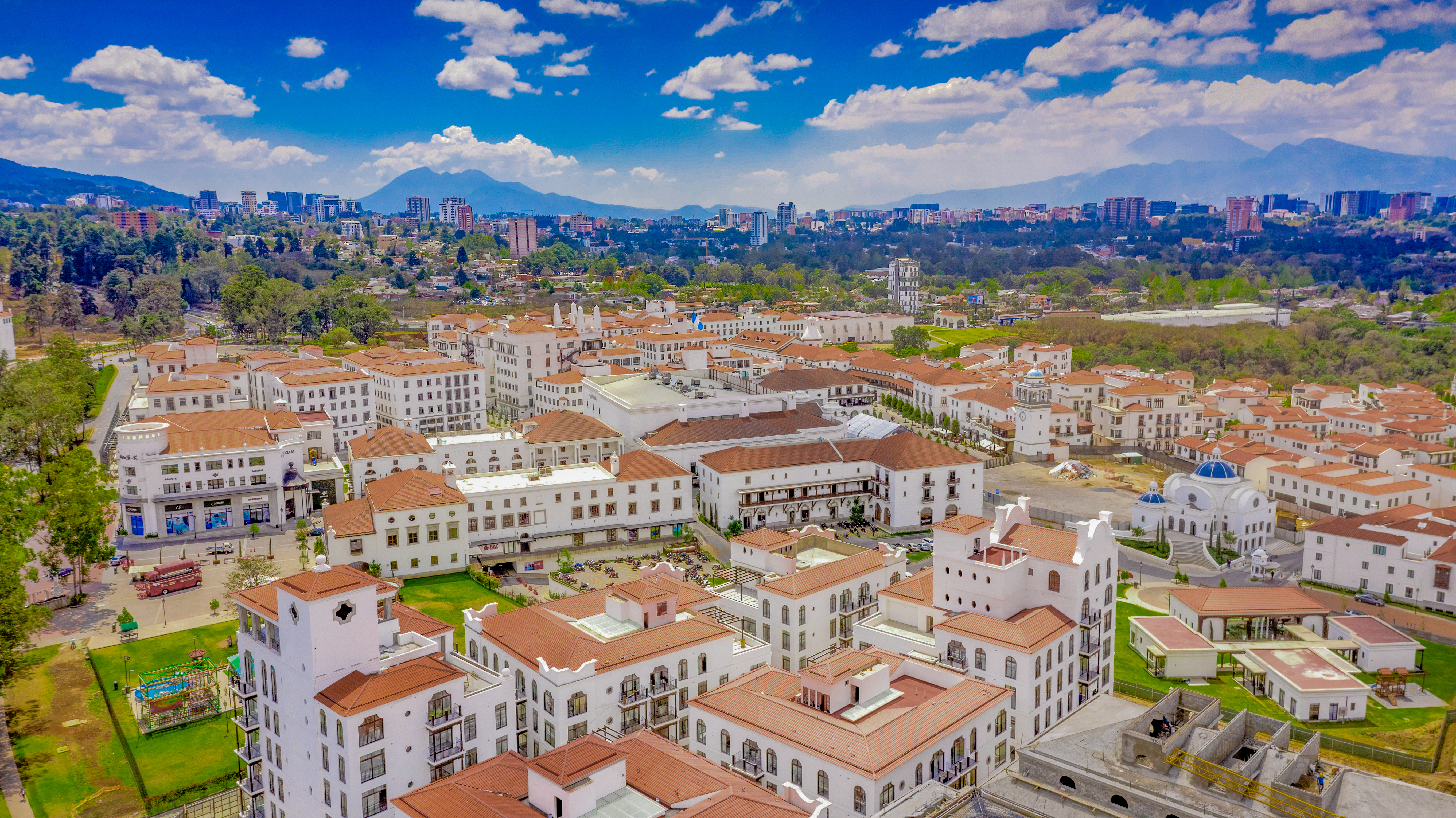
Ciudad Cayalá
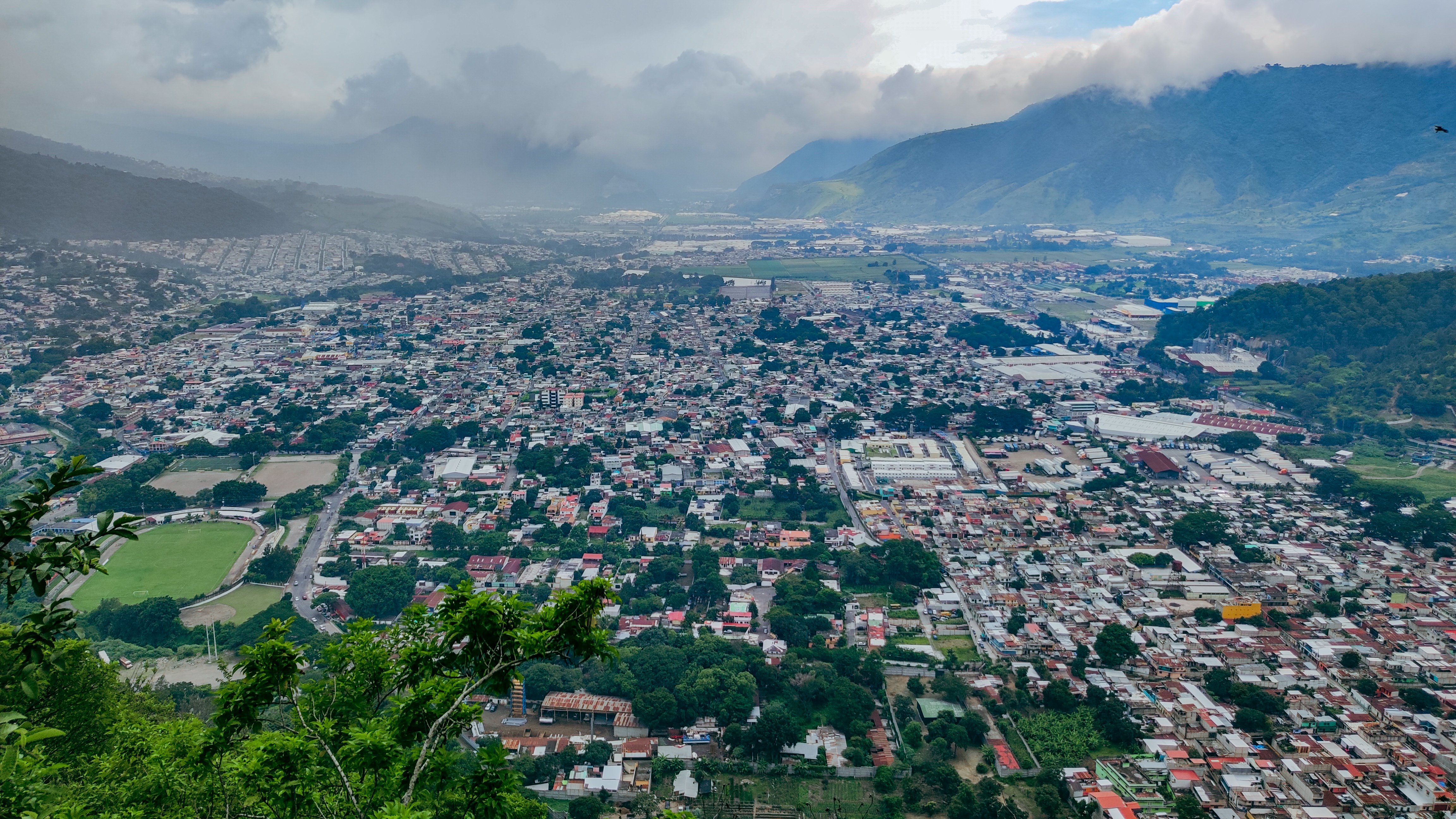
Amatitlán
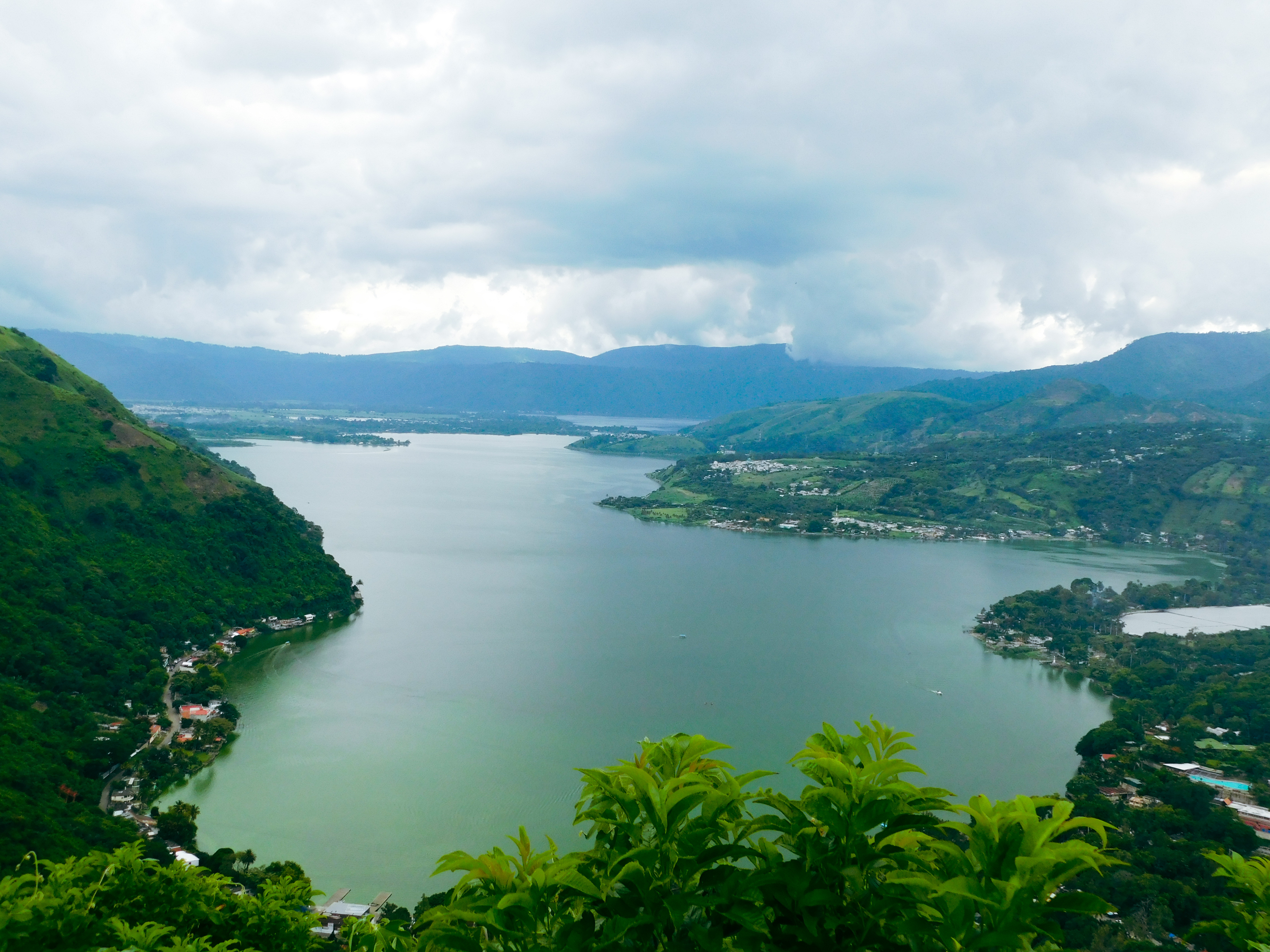
Lago Amatitlán
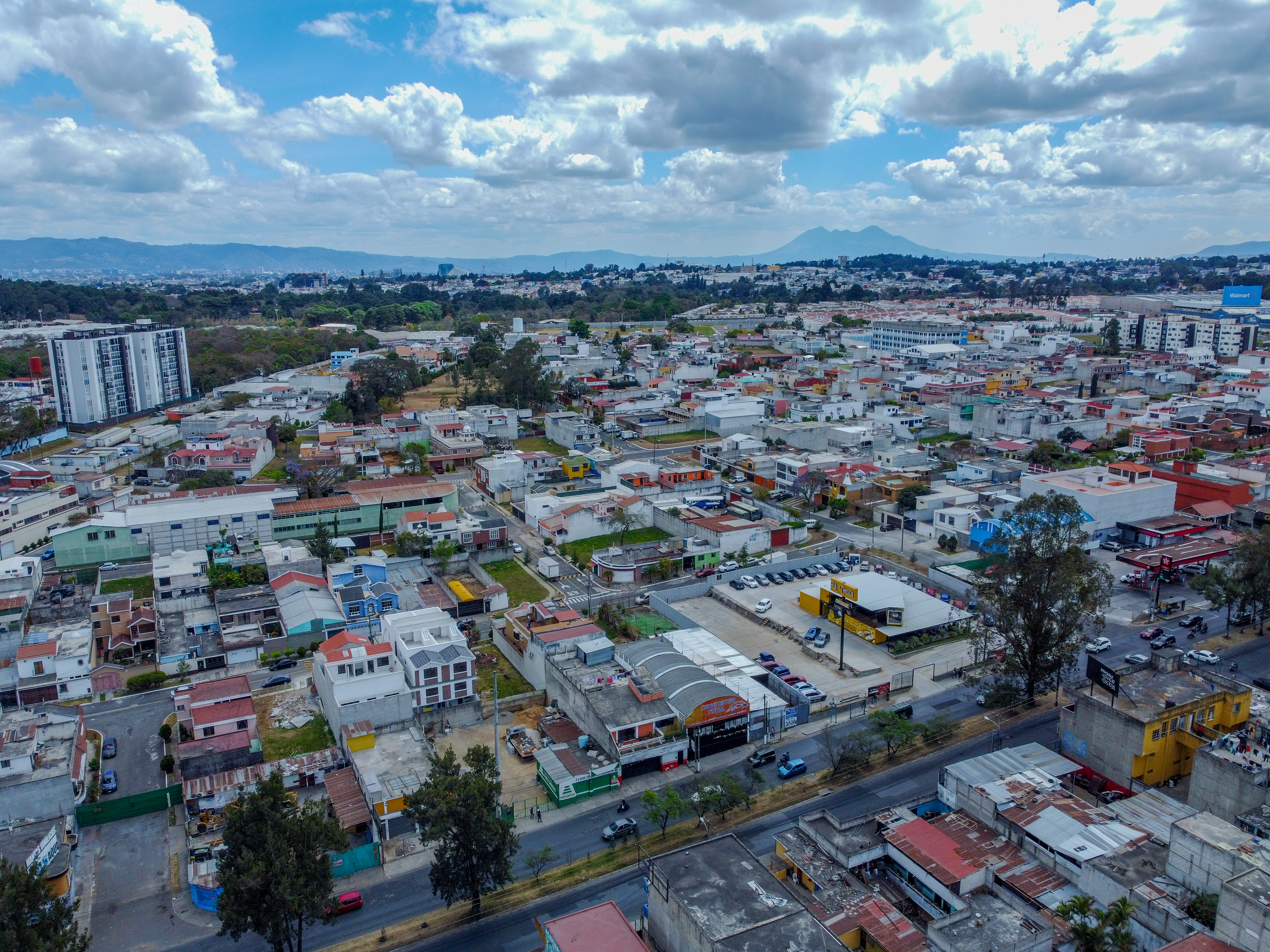
Mixco
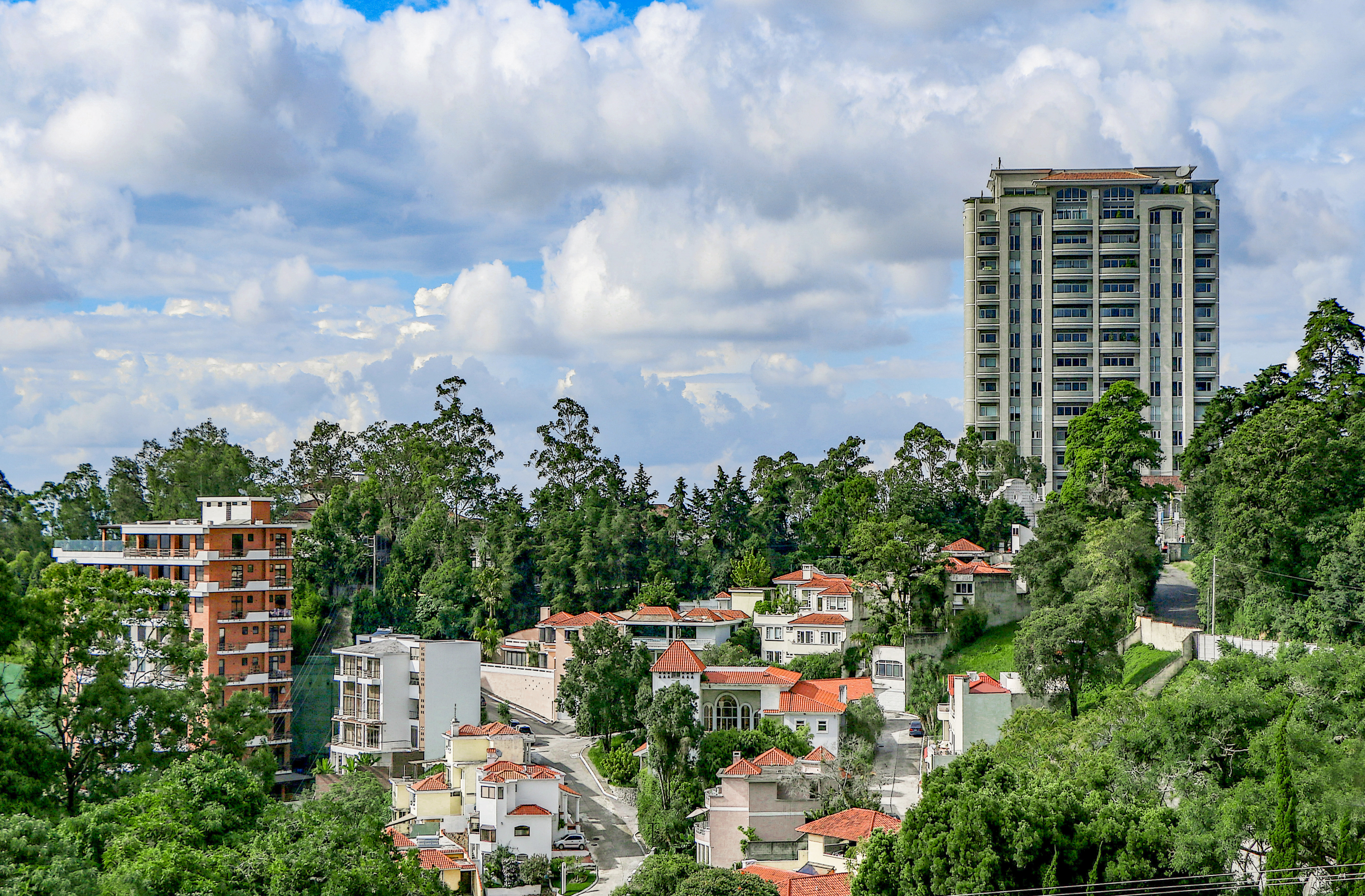
Santa Catarina Pinula
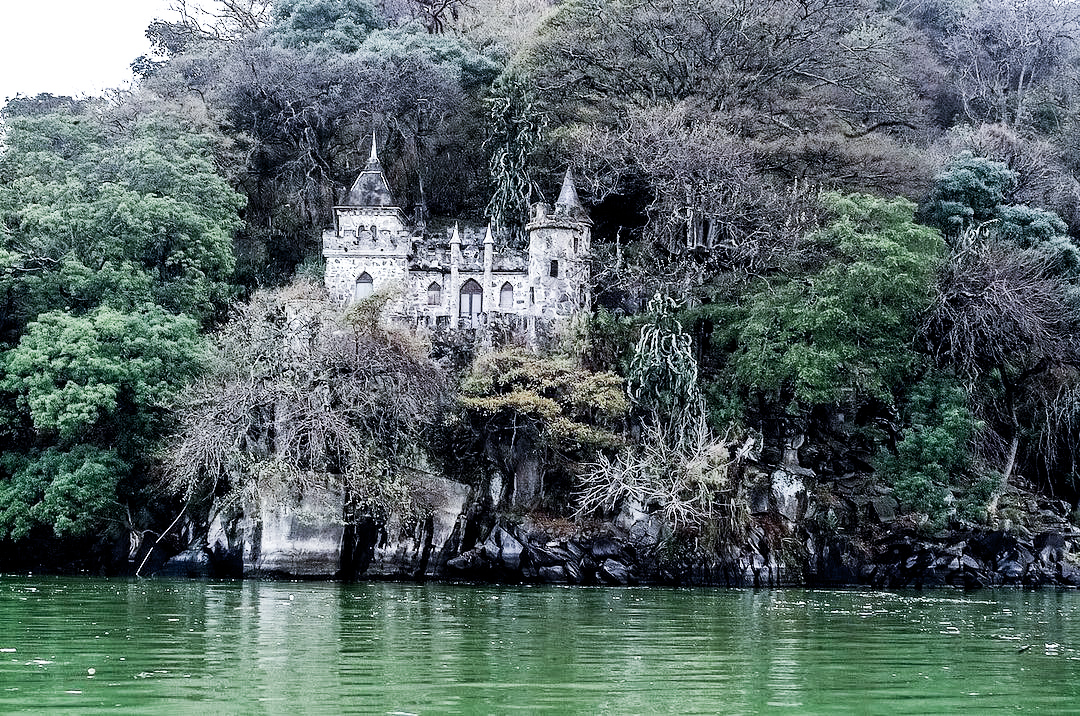
Castillo de Dorión
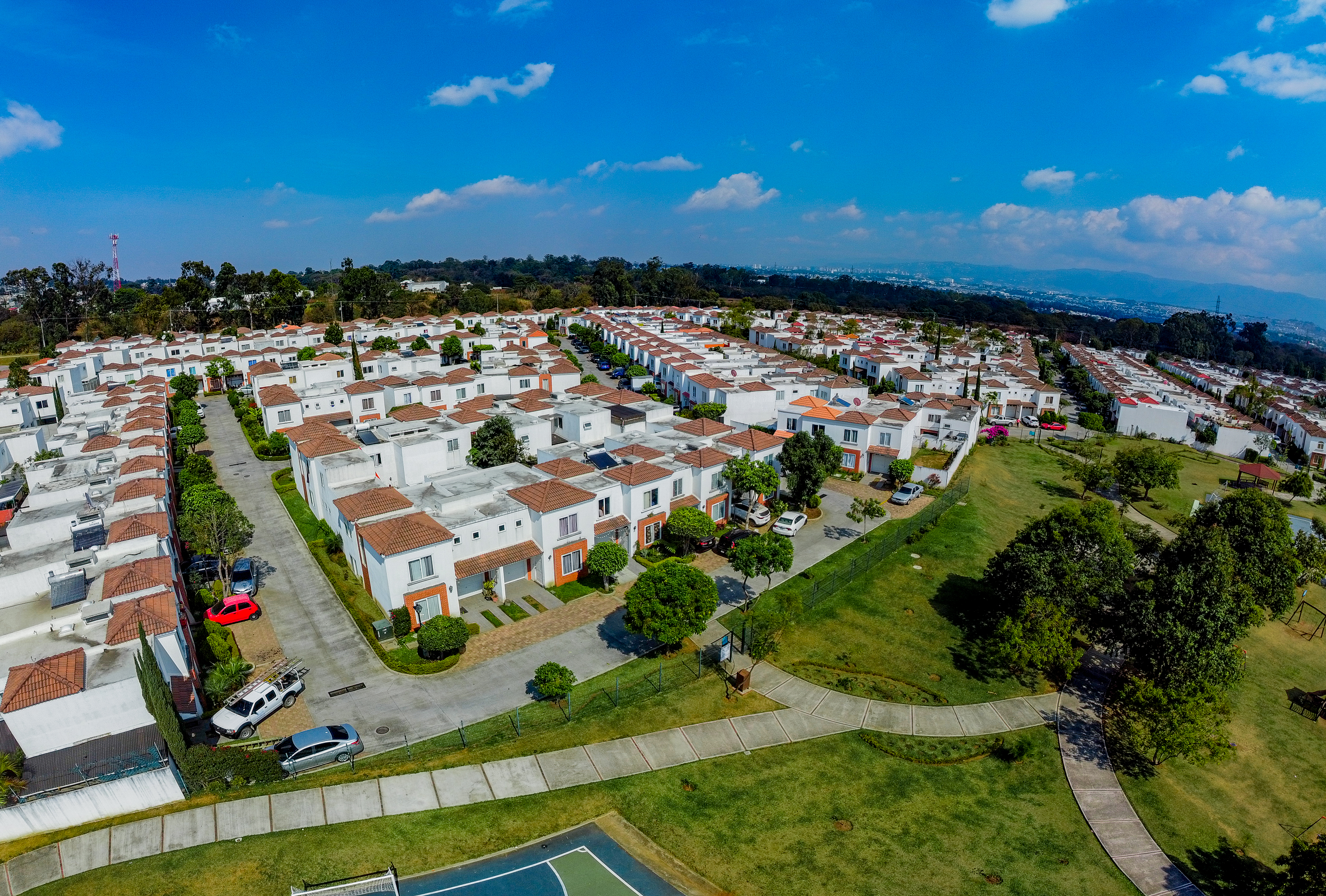
Villa Nueva
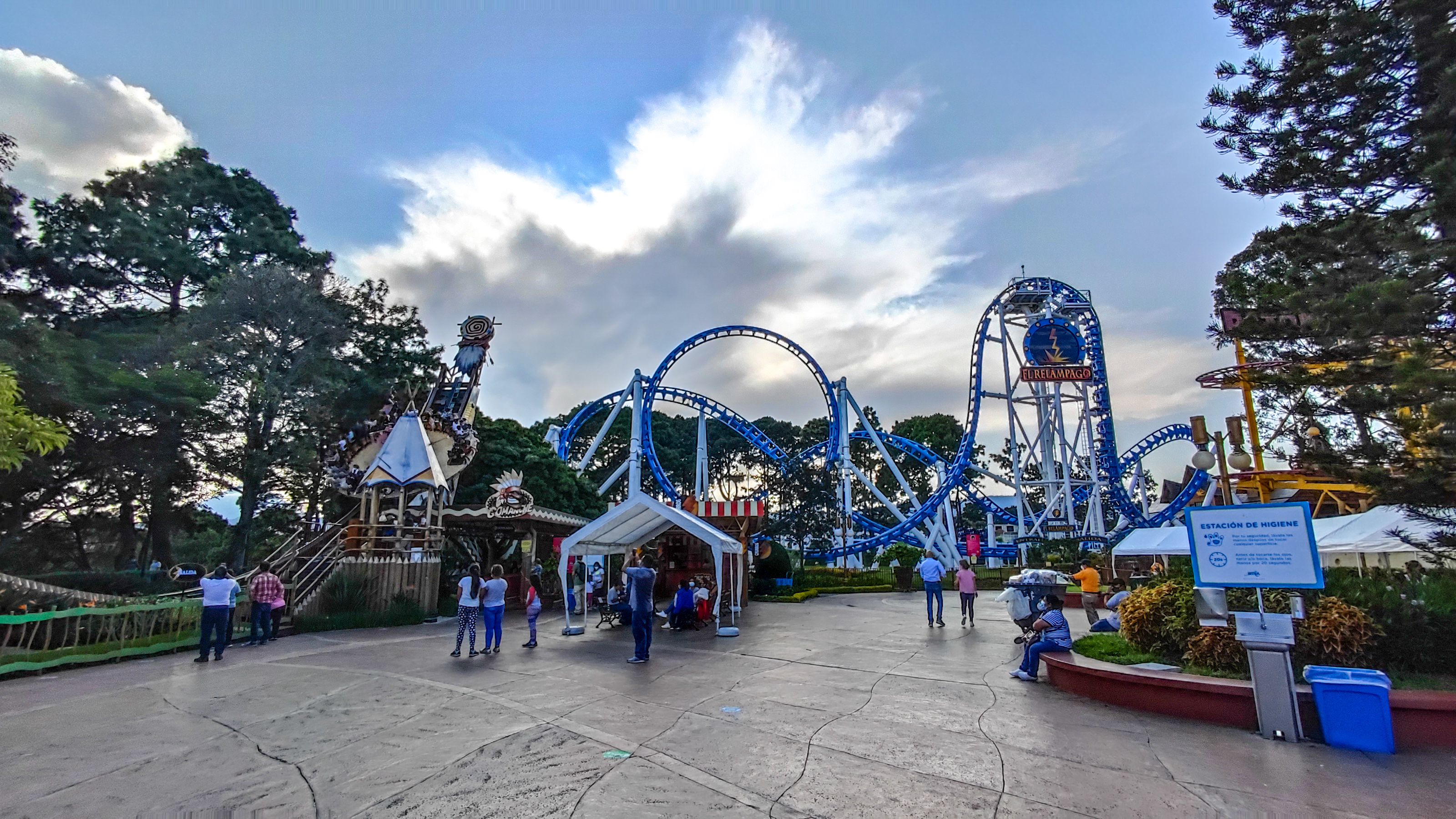
IRTRA Mundo Petapa
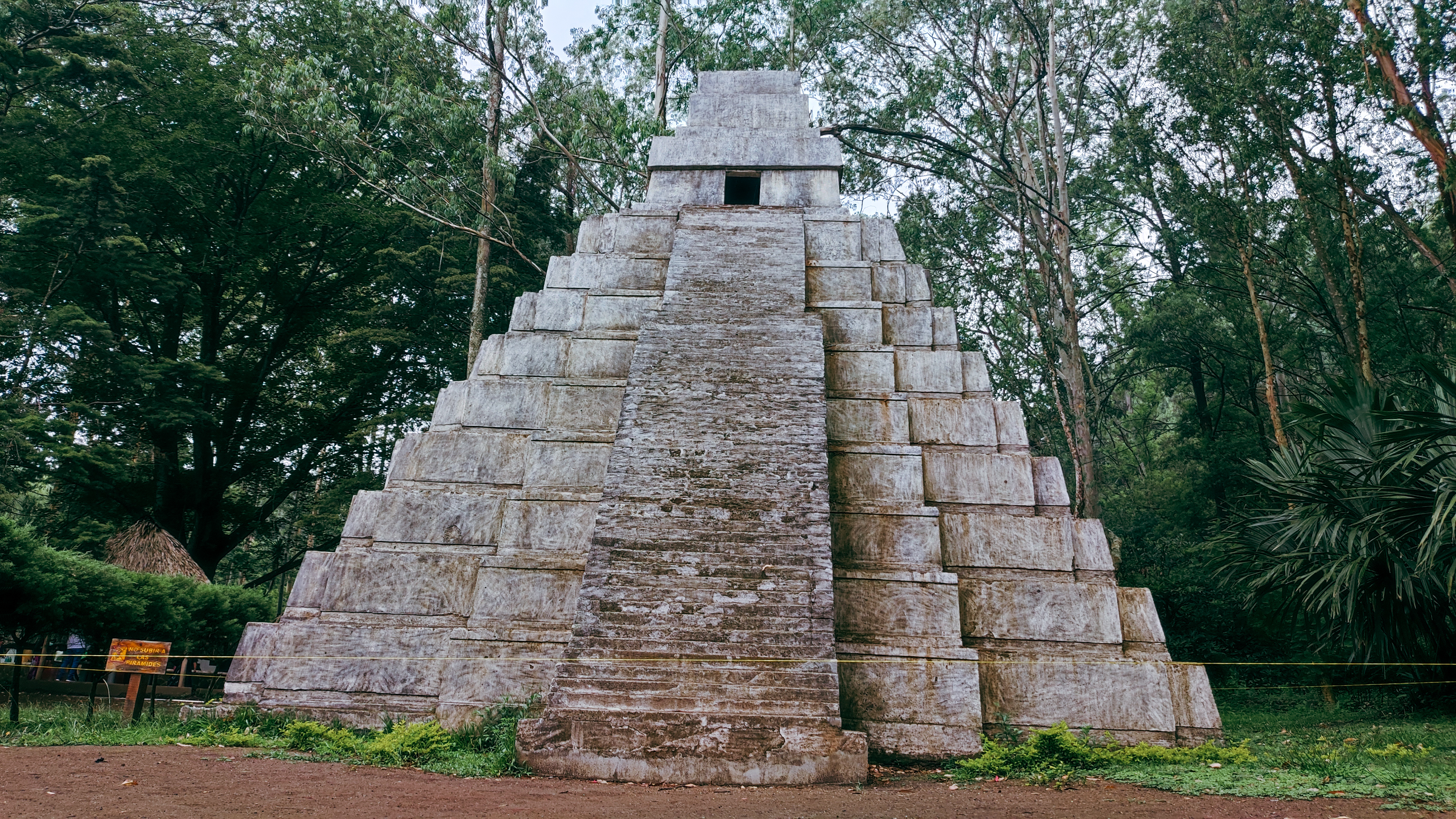
Parque nacional Naciones Unidas
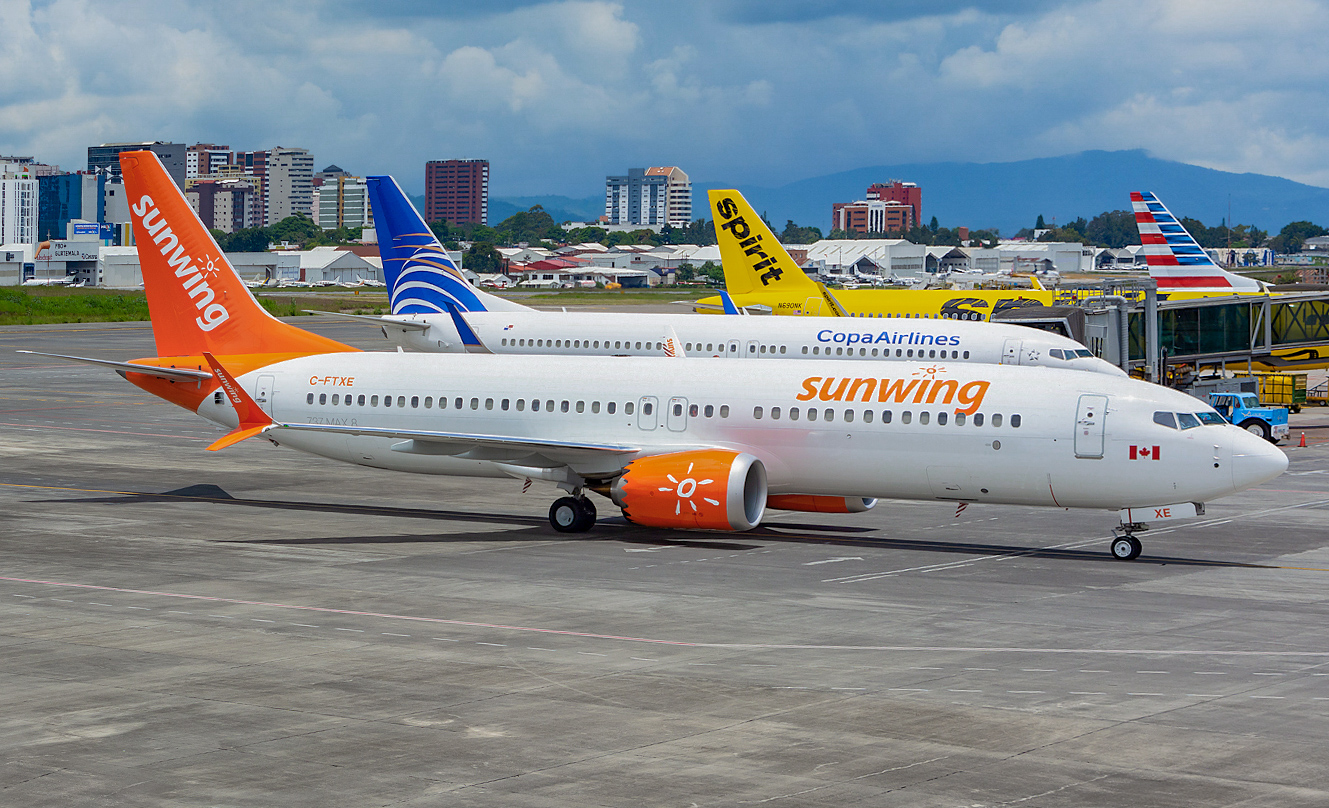
Aeropuerto Internacional La Aurora